# Terrorangriff der Hamas auf Israel 2023

Ausmaß der Hamas-Angriffe: Rot/blau ist der Gazastreifen. Im Gebiet bis zur rot gestrichelten Linie waren Hamas-Terroristen in Israel aktiv. Die gelbe Fläche markiert die am 8. Oktober evakuierten israelischen Gebiete. Blau markiert das Vordringen der israelischen Armee (Stand: 31. Juli 2025).

Der Terrorangriff der Hamas auf Israel 2023 (auch vereinfacht: 7. Oktober) war mit 1.182 Todesopfern der größte Massenmord an Juden seit dem Holocaust.
Der Überfall wurde am 7. Oktober 2023 unter Führung der palästinensischen, radikal-islamistischen Terrororganisation Hamas gemeinsam mit dem Palästinensischen Islamischen Jihad vom Gazastreifen aus begangen und richtete sich gegen Kibbuzim und ein Open-Air-Musikfestival im Süden Israels. Nach Raketenbeschuss von Zielen in Israel überwanden die Terroristen und mit ihnen verbündete palästinensische Milizen die Sperranlage um den Gazastreifen und drangen auf israelisches Staatsgebiet vor. Sie überwältigten zahlreiche grenznahe Militärposten und begingen in 21 Kibbuzim, darunter Reʿim, Be’eri, Kfar Aza und Nir Oz, brutale Massaker an der Zivilbevölkerung. Zudem verübten sie massiv geschlechtsspezifische Gewalt gegen Frauen.
Israelischen Angaben zufolge wurden beim Angriff auf israelischer Seite 1139 Menschen ermordet oder im Kampf getötet – darunter 695 israelische Zivilisten, einschließlich 36 Minderjähriger, 373 Mitglieder der israelischen Sicherheitskräfte und 71 Ausländer. 364 Personen wurden beim Angriff auf das Psytrance-Festival „Supernova Sukkot Gathering“ in der Nähe des Kibbuz Reʿim ermordet. Darüber hinaus wurden mehr als 5400 Menschen verletzt und bei den Geiselnahmen der Hamas während des Terrorangriffs 250 weitere in den Gazastreifen entführt.
Als Reaktion auf den Angriff rief der israelische Ministerpräsident Benjamin Netanjahu den Kriegszustand im Land aus. 300.000 Reservisten der Israelischen Verteidigungsstreitkräfte (IDF) wurden zum Kriegsdienst einberufen. Nachdem die IDF die aus dem Gazastreifen eingedrungenen Terroristen bekämpft und vom Staatsgebiet Israels vertrieben hatte, eröffneten sie in der Nacht auf den 28. Oktober 2023 mit der Bodenoffensive die zweite Phase der Militäroperation „Eiserne Schwerter“. Nach dem 7. Oktober kam es weltweit zu einem Anstieg von antisemitischen Vorfällen.

## Bezeichnungen
Die Hamas bezeichnet die Terroraktion als „Operation al-Aqsa-Flut“ (arabisch عملية طوفان الأقصى, DMG ʿAmaliyyat Ṭūfān al-Aqṣā). Die Bekämpfung der Terroristen der Hamas und mit dieser verbündeter palästinensischer Milizen wie der Terrororganisation „Islamischer Dschihad in Palästina“ im Gazastreifen findet unter dem Namen Operation „Eiserne Schwerter“ (hebräisch מבצע חרבות ברזל mivza charvot barsel; englisch Operation Iron Swords) statt. Der Angriff startete am jüdischen Feiertag Simchat Tora und wird deshalb in israelischen Medien auch als Simchat-Tora-Krieg bezeichnet.

## Hintergrund

### Vorausgehende Ereignisse und Prozesse
Die Hamas hat sich seit ihrer Gründung 1987 dem Ziel der Bekämpfung Israels verschrieben, laut der Gründungscharta der Hamas ist es eine religiöse Pflicht eines jeden Muslims, Israel zu zerstören.

„Terror ist nicht blinde Gewalt. Terror ist Gewalt in politischer Absicht: Die Täter wollen Reaktionen im angegriffenen Staat und in seiner Gesellschaft provozieren, die sie ihrem Ziel näher bringen. Das hat auch das Massaker der Hamas Anfang Oktober gezeigt. Die Täter fielen in Südisrael ein, ermordeten 1200 Personen – Männer, Frauen, Kinder und Säuglinge. Nicht genug, sie dokumentierten ihre Brutalität auf Videos, die sie verbreiteten. Erst mit der öffentlichen Inszenierung der Gewalt entfaltet der Terror die volle Wirkung: Angst, Unsicherheit, Hass und den Wunsch nach Vergeltung.“

Ein früherer Plan, mithilfe eines Tunnelnetzwerks auf israelischem Staatsgebiet massenhaft Menschen zu töten und in den Gazastreifen zu verschleppen, wurde im Jahr 2014 bekannt. Während der Operation Protective Edge machte der Minister für Nachrichtendienste Yuval Steinitz Informationen aus Verhören gefangener Hamas-Kämpfer öffentlich, wonach die Hamas zum Neujahrsfest Rosch ha-Schana im September gleichen Jahres einen großangelegten Angriff mit hunderten Kämpfern auf israelische Ortschaften geplant hätte. Ziel dieses Unternehmens sei die Ermordung und Verschleppung der Bewohner gewesen. Der Angriff hätte aus dem Tunnelsystem des Gazastreifens heraus erfolgen sollen.
Mohammed Deif, der Kommandeur der Qassam-Brigaden, stellte den Angriff am 7. Oktober 2023 in einer Audiobotschaft als Reaktion auf die seit 2007 andauernde Blockade des Gazastreifens, die israelischen Razzien in den Städten des Westjordanlands im Jahr 2022, die Gewalt an der Al-Aqsa-Moschee, die zunehmenden Angriffe von Siedlern auf Palästinenser und das Wachstum der Siedlungen dar. Er rief die Palästinenser von Ostjerusalem bis Nordisrael auf, sich dem Kampf anzuschließen. Hamas-Vizechef Saleh al-Arouri erklärte, die Operation „al-Aqsa-Flut“ sei eine Antwort „auf die Verbrechen der Besatzung“ durch Israel – wobei die Hamas unter „Besatzung“ die Existenz des Staates Israel selbst versteht –, und fügte hinzu, dass „Kämpfer“ die Moschee und tausende palästinensische Gefangene verteidigten. Nach dem Terrorangriff äußerte sich die Hamas nochmals durch ihre Sprecher zu den Tatmotiven. Sie stellten die politische Perspektivlosigkeit und angebliche Unterdrückung des palästinensischen Volkes in den Mittelpunkt ihrer Erklärungen. Der Angriff vom 7. Oktober erinnere an frühere Terroraktionen, deren Ziel es war, diplomatische Bemühungen um eine friedliche Beilegung des alten Konflikts zu sabotieren, schrieb der amerikanische Historiker Jeffrey Herf, und erkläre sich aus dem „genozidalen Judenhass“ der Hamas.

#### Außenpolitische Lage im Vorfeld der Anschläge
Mit dem Friedensvertrag zwischen Israel und den Vereinigten Arabischen Emiraten und dem Abraham-Abkommen mit Bahrain, Marokko und dem Sudan kam es zu einer Normalisierung der Beziehungen dieser Staaten zu Israel. Es zeichnete sich eine Abkehr mehrerer arabischer und nordafrikanischer Staaten von der Politik der Khartum-Resolution ab. Zum Zeitpunkt des Anschlags führten Israel und Saudi-Arabien Verhandlungen zur Normalisierung ihrer Beziehungen. Der saudi-arabische Kronprinz Mohammed bin Salman bezeichnete die Normalisierung der Beziehungen beider Staaten als realistisches Szenario. Das saudi-arabische Außenministerium erklärte jedoch, es habe wiederholt davor gewarnt, dass Israels anhaltende Besetzung des Gazastreifens zu weiterer Gewalt führen würde und den Prozess unterlaufen könnte. Die Hamas wurde hauptsächlich von Katar und der Türkei unterstützt. Beide waren als engste Verbündete der Hamas zu betrachten, die Beziehungen beider Länder zu Saudi-Arabien und den Emiraten galten jedoch längere Zeit als angespannt und antagonistisch, was auch in der Katar-Krise 2017 bis 2021 und der Ermordung des saudischen Journalisten und Dissidenten Jamal Khashoggi im Generalkonsulat des Königreichs Saudi-Arabien in Istanbul seinen Ausdruck fand. Die Anschläge der Hamas konnten vor diesem Hintergrund auch in der Absicht geschehen sein, die Normalisierung der Beziehungen Israels zu den Golfstaaten zu verhindern. Der türkische Außenminister Mevlüt Çavuşoğlu warf den Unterstützern des Annäherungsprozess vor, sie hätten ihren „moralischen Kompass verloren“. Neben dem türkischen und iranischen Misstrauen gegen die Annäherung sowie resultierenden innerarabischen Zerwürfnissen wurde der Abraham-Prozess von den Palästinensern selbst abgelehnt. Die Palästinenser wurden im Text des Abkommens kaum erwähnt. Als die arabischen Staaten begannen, ihre Beziehungen zu Israel allmählich zu vertiefen, rückten sie zunehmend von ihren historischen Positionen ab. Bin Salman erklärte, dass Israelis „das Recht auf ihr eigenes Land haben“ (was er jedoch später wieder revidierte). Das palästinensische Problem sollte dem Willen aller beteiligten Akteure folgend aus den Abkommen ausgeklammert werden. Als im April 2021 in der Al-Aqsa-Moschee Gewalt ausbrach und israelische Streitkräfte eine der heiligsten Stätten des Islam stürmten, wurde von den Vereinigten Arabischen Emiraten nur verhalten Kritik geäußert. Die anhaltende Fortsetzung des Normalisierungsprozesses trotz der eskalierenden Spannungen zwischen Israel und Palästina wurde in westlichen Ländern mit wohlwollender Erleichterung aufgefasst, von palästinensischer Seite jedoch als Verrat an ihren Interessen betrachtet. Die Palästinenser und deren Anliegen drohten dieser Sicht entsprechend über die Annäherung Israels an die wirtschaftsstarken Golfstaaten hinaus in Vergessen zu geraten. Der jordanische König Abdullah erklärte, dass „keine Architektur für regionale Sicherheit und Entwicklung auf der brennenden Asche dieses Konflikts stehen“ könne. Von Seite der Hamas wurde schon 2021 die Absicht bekundet, den Abraham-Prozess zu unterminieren.
Die Hinwendung der westlichen Öffentlichkeit zu dem zeitgleich stattfindenden Krieg in der Ukraine führte zu einer Fokussierung der medialen Berichterstattung und der politischen Debatte auf diesen Konflikt, wobei andere Konfliktregionen wie der Nahe Osten in den Hintergrund gerieten. Dies, sowie die Bindung westlicher Militärressourcen für die Unterstützung der Ukraine, ließ den Westen in den Augen der Hamas möglicherweise als unfähig oder unwillig erscheinen, sich mit der Unterstützung Israels in einer weiteren Region militärisch zu engagieren. Obwohl die Hamas hauptsächlich von der Türkei und Katar Unterstützung findet, wird mitunter über eine Rolle Russlands im Ausbruch des Konflikts spekuliert.

#### Unmittelbare Ereignisse im Vorfeld der Anschläge
Im unmittelbaren Vorfeld der Anschläge fanden die Al-Aqsa-Konfrontationen 2023 statt. Der rechtsextreme Politiker Itamar Ben-Gvir, der zum damaligen Zeitpunkt Minister für öffentliche Sicherheit war, besuchte im Mai 2023 den Tempelberg. Das Hochplateau in der Altstadt von Jerusalem, das von Juden als Tempelberg verehrt wird, gilt Muslimen als heiliger Ort mit den von ihnen auf den Trümmern der zwei jüdischen Tempel errichteten Al-Aqsa-Moschee und des Felsendoms; beiden Religionen ist dieses Areal heilig, jedoch wird von Seiten der muslisch-jordanischen Waqf-Behörde Jerusalem im Rahmen des geltenden Status quo für Muslime das alleinige Recht in Anspruch genommen, dort beten zu dürfen. Dies und dass Juden den Ort besuchen dürfen, hatten die im Sechstagekrieg siegreichen Israelis so eingeführt, um die Religionsfreiheit beider Seiten ausgewogen zu halten. Missachtungen des Status quo sind wegen der Symbolik oft mit den jüdischen Wallfahrtsfesten verbunden, zu denen Sukkot zählt. Jeremy Bowen von der BBC erklärte bezüglich der Angriffsbegründung der Hamas, dass der Terrorangriff Monate der Vorbereitung benötigt haben müsse und er daher keine kurzfristige Reaktion auf Ereignisse während des gerade beendeten Sukkot-Festes darstellen könne.
Israelische und internationale Experten hatten bereits im Jahresverlauf 2023 vor einer erneuten Eskalation des Nahostkonflikts gewarnt. Radikalisierte Palästinenser hatten immer häufiger israelische Bürger bei Anschlägen und Überfällen ermordet. Von Beginn des Jahres 2023 bis zum Angriff der Hamas starben durch Israels Antiterroreinsätze etwa 200 Palästinenser, so viele wie nie zuvor innerhalb eines solchen Zeitraums.
Mit dem israelischen Siedleraufstand und den Al-Aqsa-Konfrontationen hatten sich mehrere Unruhen im selben Jahr ereignet. In der Folge hatte es im April 2023 Beschüsse aus dem Libanon auf Israel gegeben, die erwidert worden waren. Zudem wurde nach der im Jahr 2022 erfolgten Regierungsübernahme durch Benjamin Netanjahus rechtsnationale Regierung (Kabinett Netanjahu VI) der israelische Siedlungsbau in den Palästinensischen Autonomiegebieten weiter vorangetrieben, was die Gefahr einer Eskalation ebenfalls erhöhte. Wenige Wochen zuvor hatten israelische Siedler als Rache für die Ermordung zweier Israelis in der Stadt Huwara und drei umliegenden Dörfern mehrere Dutzend Häuser von Palästinensern in Brand gesteckt. Ein General der IDF hatte diese Aktion als „Pogrom“ gegen die Palästinenser kritisiert, doch Finanzminister Bezalel Smotrich von der religiös-nationalistischen Partei HaTzionut HaDatit sprach sich dafür aus: „Ich denke, Huwara muss ausradiert werden.“ Vor diesem Hintergrund breitete sich unter den Palästinensern, wie der algerische Journalist Akram Belkaïd schrieb, eine regelrechte Endzeitstimmung ohne Hoffnung auf eine Verbesserung der Verhältnisse aus.
Im Mai 2023 gab Netanjahu den Forderungen seiner ultrarechten Minister nach und ließ den Gazastreifen bombardieren (Operation „Schild und Pfeil“).
Auch die erstmals in den 2000er-Jahren eingeführte Gaza-Blockade hatte in den Wochen vor dem Terrorangriff zu Unruhen im Gazastreifen geführt.
Zwölf Tage vor dem Hamas-Anschlag sorgte Netanjahu vor der UN-Generalversammlung international für Empörung, als er eine Karte mit der Überschrift „The New Middle East“ (dt.: Der neue Nahe Osten) präsentierte, auf der das gesamte Westjordanland und der Gazastreifen sowie Ostjerusalem und die syrischen Golanhöhen als Teile eines vergrößerten Israels ohne einen palästinensischen Staat eingezeichnet waren. Die dargestellte Grenzziehung wurde als „Karte der Annektierung“ kritisiert und von arabischer und palästinensischer Seite als Provokation aufgefasst; der palästinensische Botschafter in Deutschland, Laith Arafeh, kommentierte dies mit den Worten: „Es gibt keine größere Beleidigung für jedes Grundprinzip der Vereinten Nationen, als zu sehen, wie Netanjahu vor der Generalversammlung der Vereinten Nationen eine 'Landkarte Israels' zeigt, die das gesamte Land vom Fluss bis zum Meer umfasst und Palästina und sein Volk negiert“.
Laut einer Untersuchung der Wissenschaftler Robert Jackson Jr. von der New York University und Joshua Mitts von der Columbia University kam es unmittelbar vor dem Terroranschlag zu erheblichen Leerverkäufen von Aktien israelischer Firmen. Die Erkenntnisse der Wissenschaftler deuten darauf hin, dass Finanzmarktakteure in Kenntnis der bevorstehenden Angriffe von diesen tragischen Ereignissen profitierten.

### Geheimdienstliche Lagebeurteilung im Vorfeld
Die Sicherheitsdoktrin Israels beruht auf den vier Säulen Abschreckung, Frühwarnung, Verteidigung und entscheidender Sieg. Laut den ehemaligen IDF-Offizieren Amos Yadlin und Udi Evental lag in Tel Aviv ein zu großes Vertrauen in die Abschreckungswirkung vor, weshalb die in großen Teilen durch Iran unterstützte militärische Aufrüstung der Hamas hingenommen wurde. Hinzu kam, dass die innenpolitische Krise in Israel mit ihren monatelangen Protesten im Gazastreifen als historische Schwäche wahrgenommen wurde. Netanyahu wurde von führenden Behördenleitern im Bereich der Nachrichtendienste und des Militärs auf diese Tatsache aufmerksam gemacht, ohne dem Beachtung zu schenken. Die Frühwarnung wurde dadurch negativ verzerrt, dass Israel seit dem Rückzug aus dem Gazastreifen dort eine in ihren Augen geschwächte Hamas einem Machtvakuum vorzog. Die Verteidigung der Grenze betreffend sei der Fokus zu sehr auf Raketenangriffe und Untertunnelung gelegt und ein oberirdischer Angriff im Vorhinein nahezu ausgeschlossen worden. Außerdem seien die Grenzanlagen auch deshalb nur schwach bemannt gewesen, weil die IDF sich zu sehr auf Überwachungstechnik und Defensivsysteme wie Kameras und ferngesteuerte Maschinengewehre verlassen habe.
Israelische Geheimdienste und das Militär hatten eigenen Angaben zufolge zwar mit einem Angriff auf ihr Staatsgebiet gerechnet, jedoch u. a. wegen der Sperranlagen nicht durch die Hamas vom Gazastreifen aus, sondern aus dem Libanon durch die Hisbollah. Die Überwachung der Hamas wurde seit der Regierungsübernahme Netanjahus 2022 weitgehend zurückgestellt, der Fokus der Geheimdienste wurde von der Hamas abgezogen. Die für Überwachung der Funkkanäle der Hamas zuständige Einheit des Geheimdienstes Schin Bet war ein Jahr vor den Anschlägen eingestellt worden. Von Netanyahu ausgehend wurde die Hamas nicht weiter aktiv bekämpft, um diese als nützlichen Gegenspieler zur Palästinensischen Autonomiebehörde im Westjordanland zu halten.
Bereits 2022 lag israelischen Behörden unter dem Codenamen „Jericho-Mauer“ ein Dokument vor, das bis ins Detail den Angriffsplan beschrieb. Militär- und Geheimdienstexperten glaubten allerdings, dass es für die Hamas zu anspruchsvoll und schwierig wäre, ihn umzusetzen. Weibliche Angehörige der „Überwachungseinheiten“ der israelischen Armee (tatzpitaniyot), die von vielen als die „Augen der Armee“ bezeichnet werden, berichteten Monate und Wochen vor dem Terrorangriff von auffälligen Übungen und Aktivitäten der Hamas am Grenzzaun, die nach ihrer Ansicht auf einen Angriff hindeuteten. Eine Analystin stellte fest, dass das Training dem „Jericho-Mauer“-Dokument sehr nahe komme, und informierte einen Befehlshaber der Gaza-Einheit, der jedoch abwarten wollte.
Berichten zufolge soll Israel durch Abbas Kamel, Chef des ägyptischen General Intelligence Service, Tage vor den Anschlägen vor verdächtigen Aktivitäten der Hamas gewarnt worden sein, was von Netanjahu selbst nach den Anschlägen als „absolut falsch“ und als „Fake News“ zurückgewiesen wurde. Bestätigung erhielt die Einschätzung jedoch von Michael McCaul, dem Vorsitzenden des United States House Committee on Foreign Affairs, im Rahmen einer geheimdienstlichen Unterrichtung von führenden Mitgliedern des US-Kongresses.
Hinweise auf bevorstehende Angriffe kamen auch von US-Geheimdiensten, die mindestens zwei Einschätzungen erstellten und die Regierung Biden vor einem erhöhten Risiko eines palästinensisch-israelischen Konflikts in den Wochen vor dem Angriff warnten. In einer Aktualisierung vom 28. September wurde auf der Grundlage mehrerer Geheimdienstinformationen davor gewarnt, dass die Terrorgruppe Hamas bereit sei, ihre Raketenangriffe über die Grenze hinweg zu verstärken. Eine Mitteilung der CIA vom 5. Oktober warnte allgemein vor der zunehmenden Möglichkeit von Gewalt durch die Hamas. Am 6. Oktober, dem Tag vor dem Anschlag, berichteten US-Beamte dann konkret von ungewöhnlichen Aktivitäten der Hamas.
Am 7. Oktober um 3:03 Uhr waren die israelischen Sicherheitskräfte durch den Inlandsgeheimdienst Schin Bet über eine ungewöhnliche Aktivierung und Aktivität des Kommunikationsnetzwerks der Hamas informiert worden, nachdem am 7. Oktober um 2:45 Uhr Dutzende SIM-Karten in Brigaden der Hamas aktiviert worden waren. Eine solche Aktivierung hatte bereits am 6. Oktober gegen 21 Uhr stattgefunden. Diese kumulativ ungewöhnliche Aktivität könnte laut Bericht zusammen mit weiteren Hinweisen auf eine Angriffsaktion hindeuten. Die Geheimdienstzusammenfassung des für die israelische Südregion zuständigen Schin Bet, die an eine Gruppe von Geheimdienst- und politischen Beamten gesandt wurde, bezeichnete diese Vorgänge jedoch abschließend als wenig bedeutend, da die Hamas in der Vergangenheit bereits ähnliche „SIM-Tests“ durchgeführt hatte. Die Indikatoren würden auf Routinetätigkeiten der Hamas hindeuten.
Gegen 3:30 Uhr wurde der Stabschef der israelischen Streitkräfte, Generalleutnant Herzi Halevi über eine Anhäufung hinweisender Anzeichen für eine Angriffsvorbereitung der Hamas informiert. Gegen 5 Uhr führte er eine telefonische Lagebeurteilung mit dem Leiter des IDF-Südkommandos, Generalmajor Yaron Finkelman, sowie dem Leiter der IDF-Operationsdirektion, Generalmajor Oded Basyuk und verlangte weitere Informationen, sowie eine Benachrichtigung der Luftwaffe. Um 4:30 Uhr berief der Schin Bet-Direktor Ronen Bar ein Treffen mit regionalen Leitern ein, bei dem Anweisungen gegeben wurden, Geheimdienst- und operative Maßnahmen vorzubereiten. Aufgrund der bis dahin vorliegenden Informationen wurde mit einem lokalen Überraschungsangriff oder eines Entführungsversuchs durch die Hamas gerechnet. Zur beabsichtigten Reaktion darauf wurde ein sogenanntes „Tequila“-Team entsandt, bestehend aus Kämpfern des Schin Bet und Mitgliedern der paramilitärischen Anti-Terror-Einheit JAMAM der Grenzpolizei, welches als ausreichend für die Bewältigung der angenommenen Lage angesehen wurde. Die IDF-Truppen waren bis Angriffsbeginn nicht in Alarmbereitschaft versetzt worden.

## Verlauf

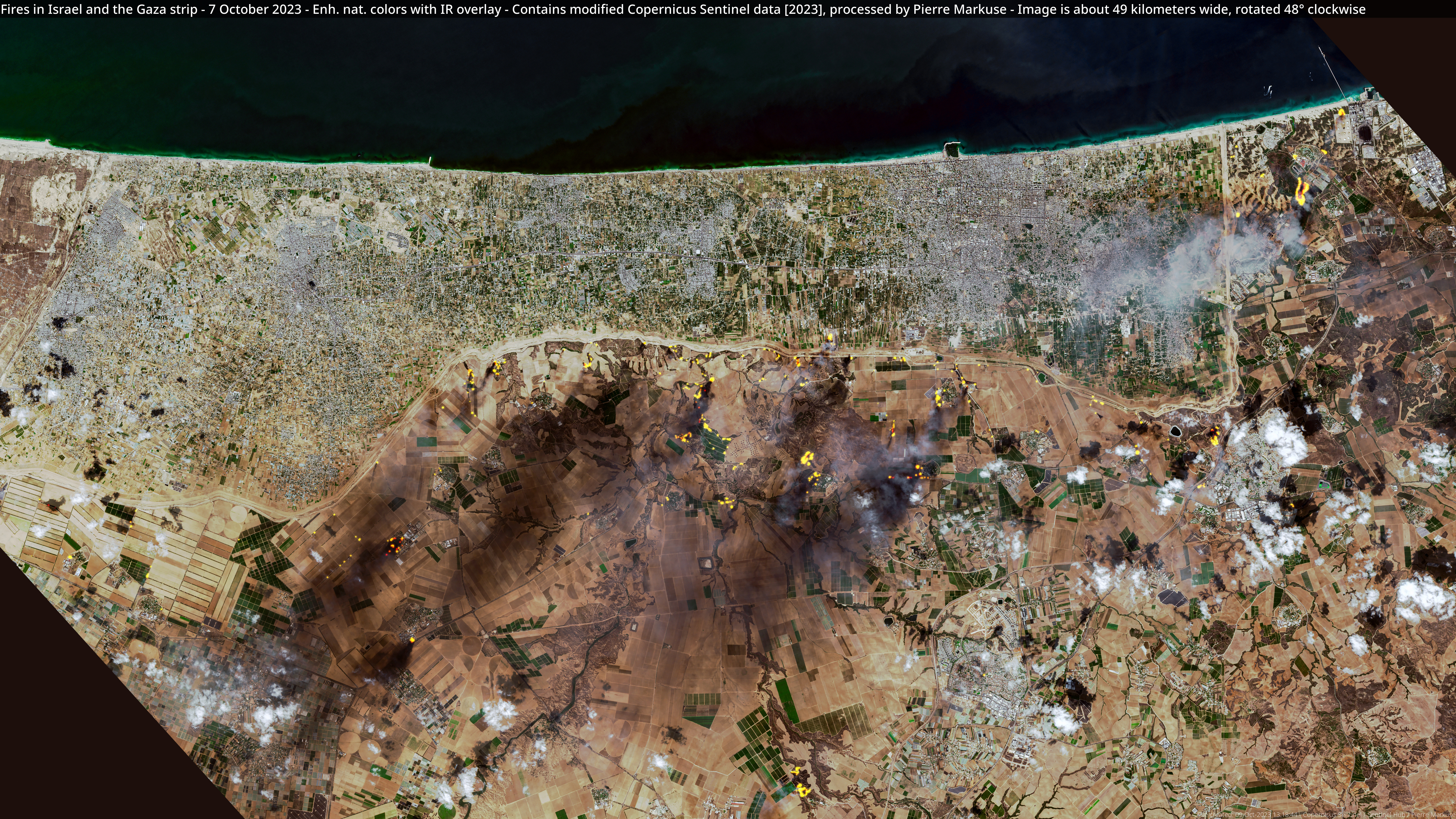
Satellitenbild von Israel und dem Gazastreifen am 7. Oktober. Gut zu erkennen: Feuer über israelischem Territorium.

Wann genau Hamas die Planung begann, ist unbekannt. Das Konzept dürfte um 2014 entworfen worden sein. 2021 wurden die ersten konkreten Maßnahmen ergriffen. Bereits 2018 wurde unter Führung der Hamas ein sogenannter gemeinsamer Raum für palästinensische Widerstandsbewegungen gegründet, eine Allianz zur Koordination von Operationen gegen Israel. Dieser gehörten die Izz al-Din Al-Qassam Brigaden (Hamas), Al-Quds Brigaden (Palästinensischer Islamischer Jihad), Abu Ali Mustafa Brigaden (Volksfront zur Befreiung Palästinas), Jihad Jibril Brigaden (Volksfront zur Befreiung Palästinas – Generalkommando), Nationale Widerstandsbrigaden (Demokratische Front für die Befreiung Palästinas), Nasser Saleh al-Din Batallions (Volkswiderstandskommitees), Al-Aqsa Märtyrer Brigaden (ex-Fatah), Bataillone der Heiligen Krieger (Mudschaheddin) und die Al-Ansar Brigaden (Al-Ansar-Bewegung) an. Diese Gruppen nahmen auch am Angriff des 7. Oktober teil; insgesamt 3.800 Elitekämpfer der Hamas sowie 2.200 Individuen der anderen Gruppen. 1.000 weitere Individuen blieben in Gaza, um Raketenangriffe und taktische Unterstützung bereitzustellen.
Am Samstag, den 7. Oktober 2023, gegen 06:30 Uhr Ortszeit (05:30 Uhr MEZ) kündigte die Hamas die von ihr als „Operation al-Aqsa-Flut“ bezeichneten Angriffe auf Israel an. Am gleichen Datum begehen die Juden auch den Feiertag Simchat Tora, mit dem die Sukkot-Festwoche endet. Der Angriff der Hamas auf Israel erfolgte fast auf den Tag genau zum 50. Jahrestag des Jom-Kippur-Krieges, der am 6. Oktober 1973 begann.

„Die übergroße Mehrzahl der nun getöteten Menschen wurde von den Hamas-Terroristen getötet – nicht, weil sie ‚militärische Ziele‘ darstellten, sondern weil sie Juden waren.“

Der Kommandeur der Hamas Mohammed Deif begleitete das Massaker im Radio mit den Worten: „Das ist der Tag der größten Schlacht.“

### Ablauf des Terrorangriffs und israelische Gegenmaßnahmen

Lagebild am 7. und 8. Oktober. Rot: Gazastreifen, Blau: Invasion der Hamas in israelisches Gebiet

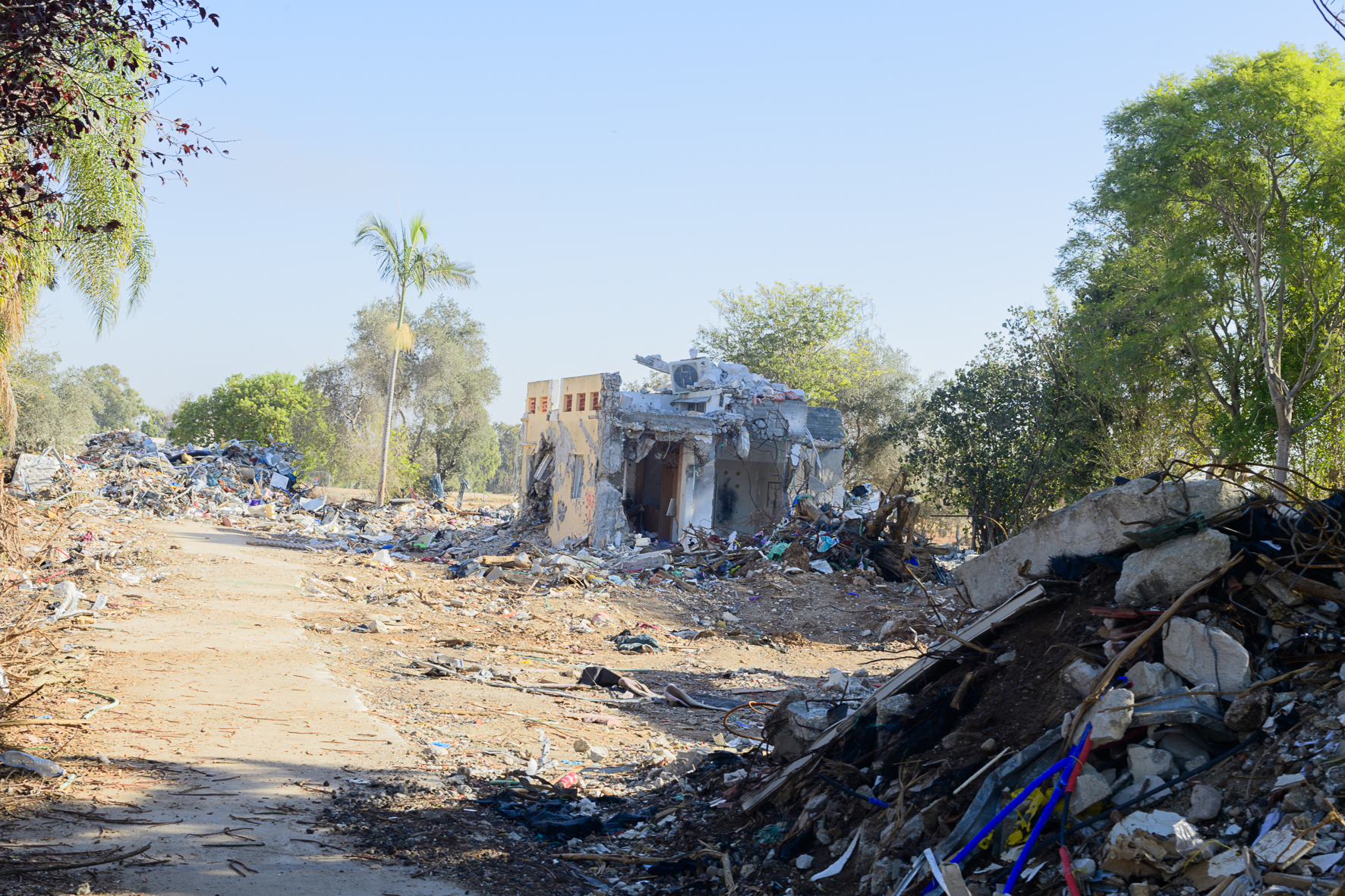
Straßenzug im Kibbuz Be’eri nach dem Angriff

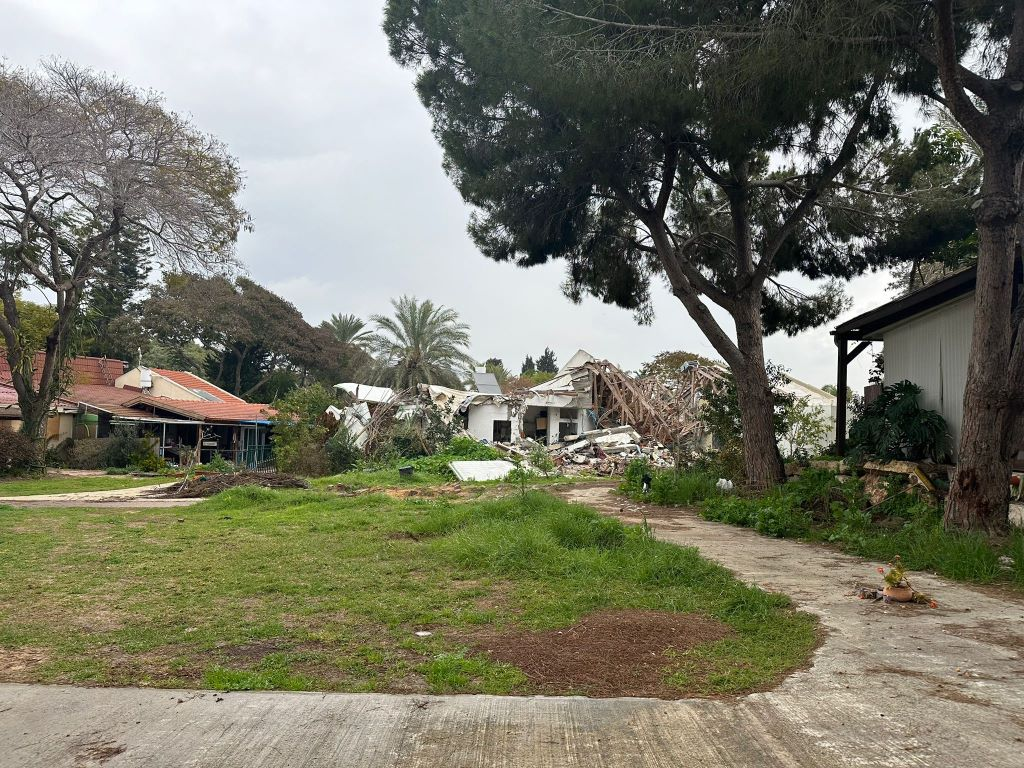
Zerstörungen im Kibbuz Kfar Aza

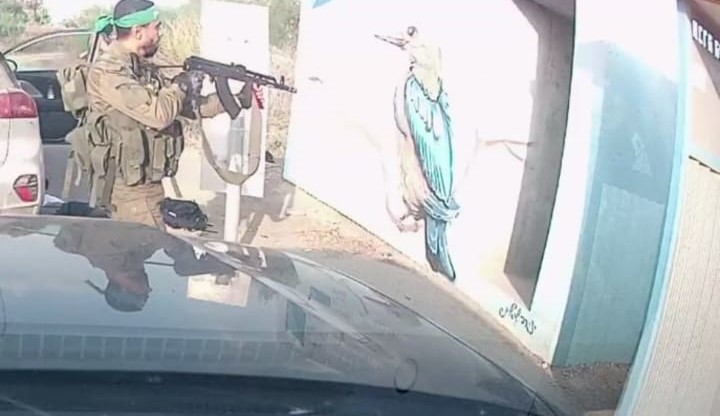
Die Daschcam eines Fahrzeuges zeigt den Angriff von Terroristen auf eine öffentliche Luftschutzeinrichtung bei Reʿim

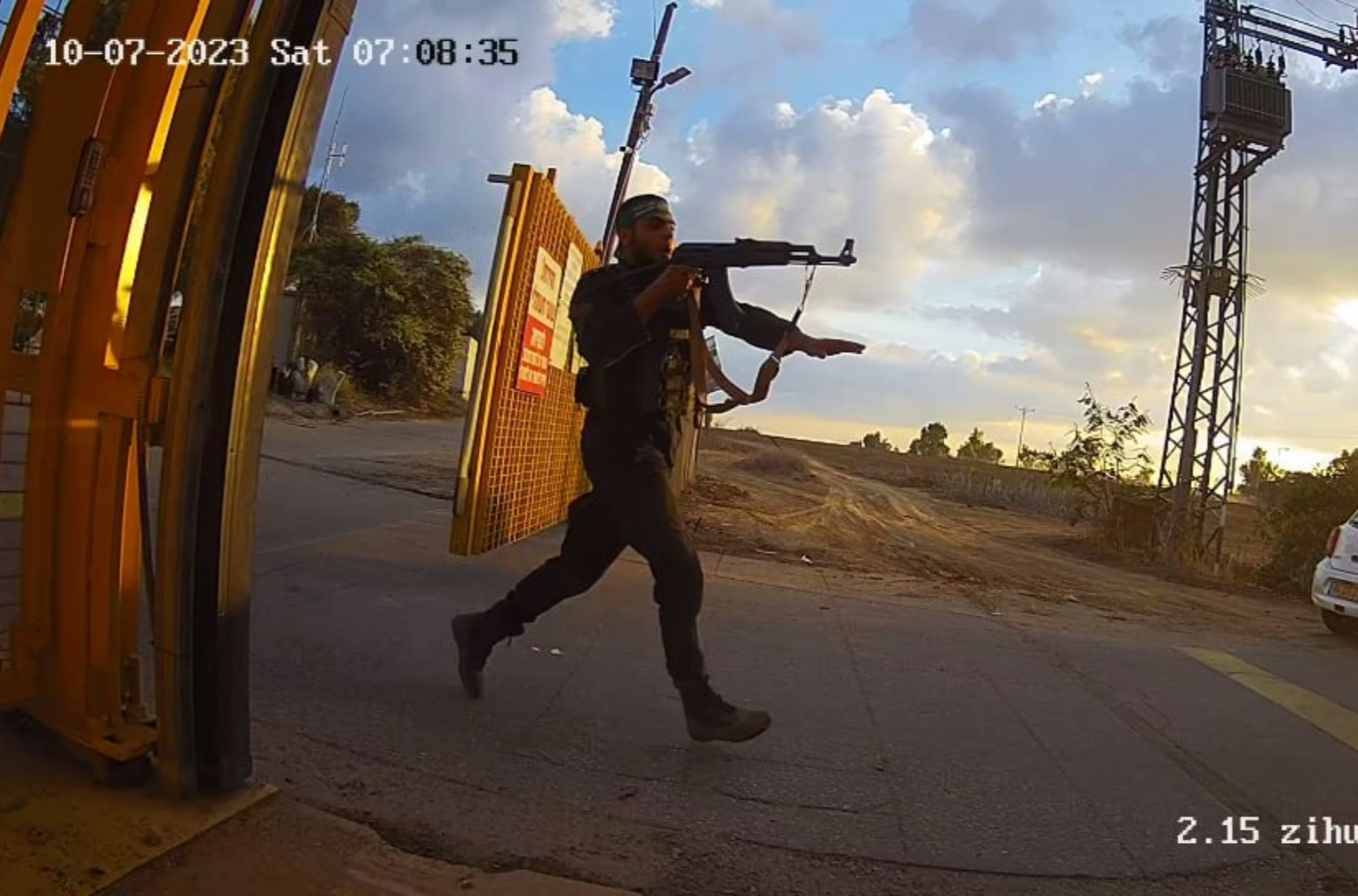
Ein Terrorist der Hamas dringt in den Kibbuz Alumim ein

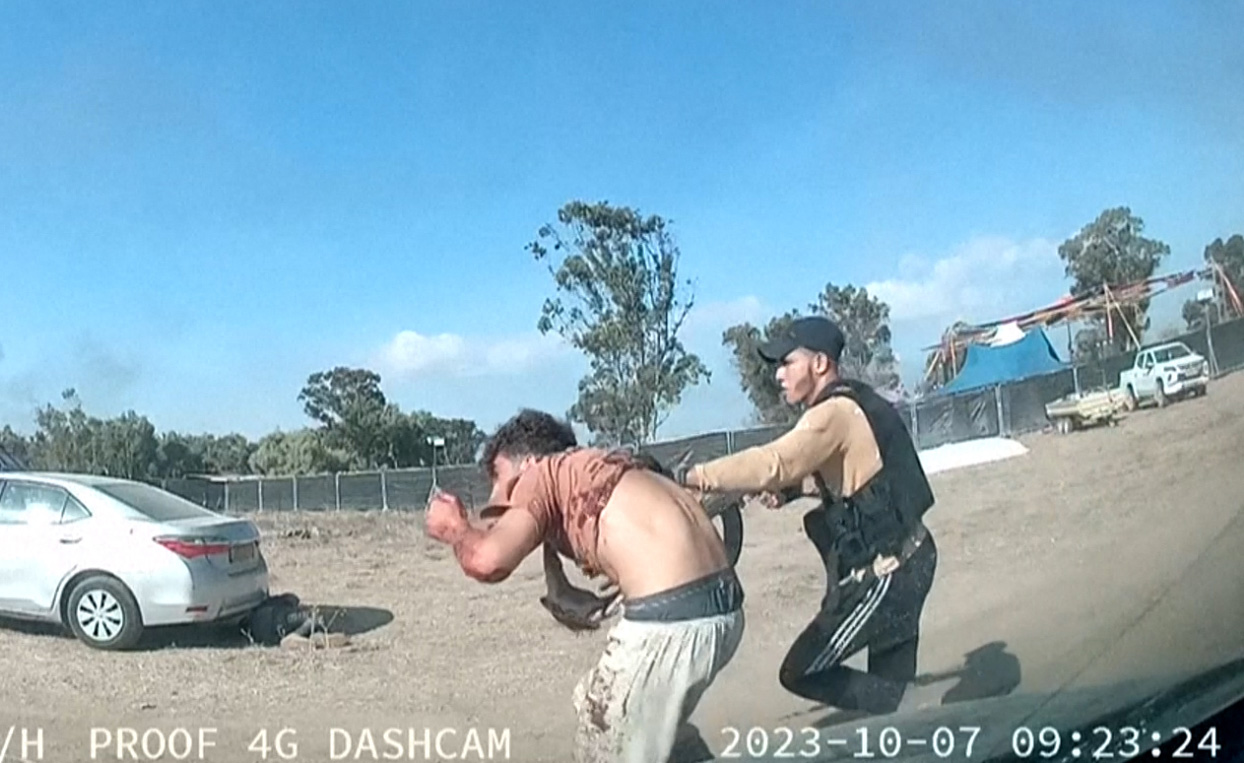
Eine weitere Dashcam erfasst die Verschleppung eines Zivilisten am Nova-Musikfestival bei Reʿim

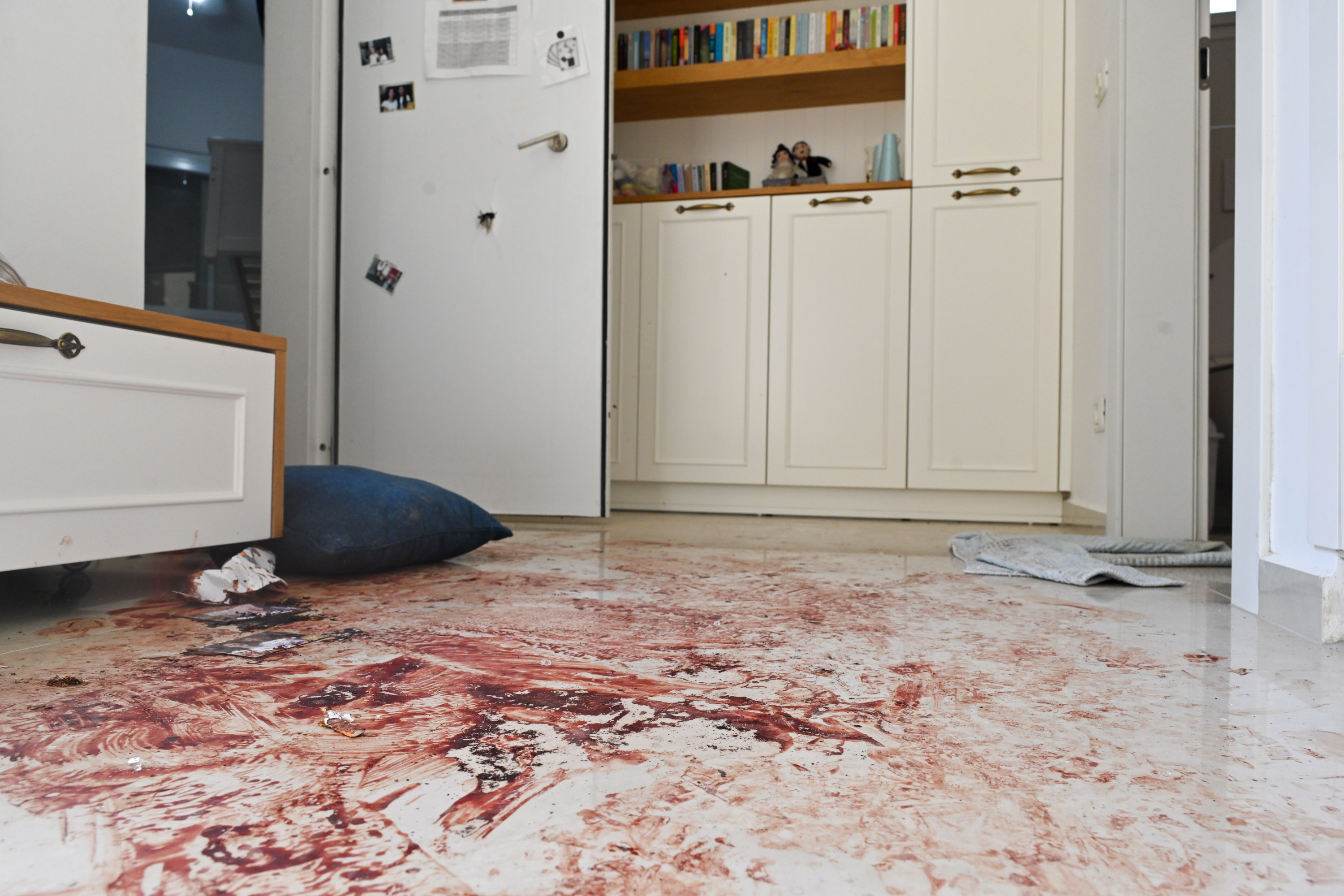
Ein blutverschmierter Fußboden eines Hauses im Kibbuz Nahal Oz nach dem Angriff der Hamas

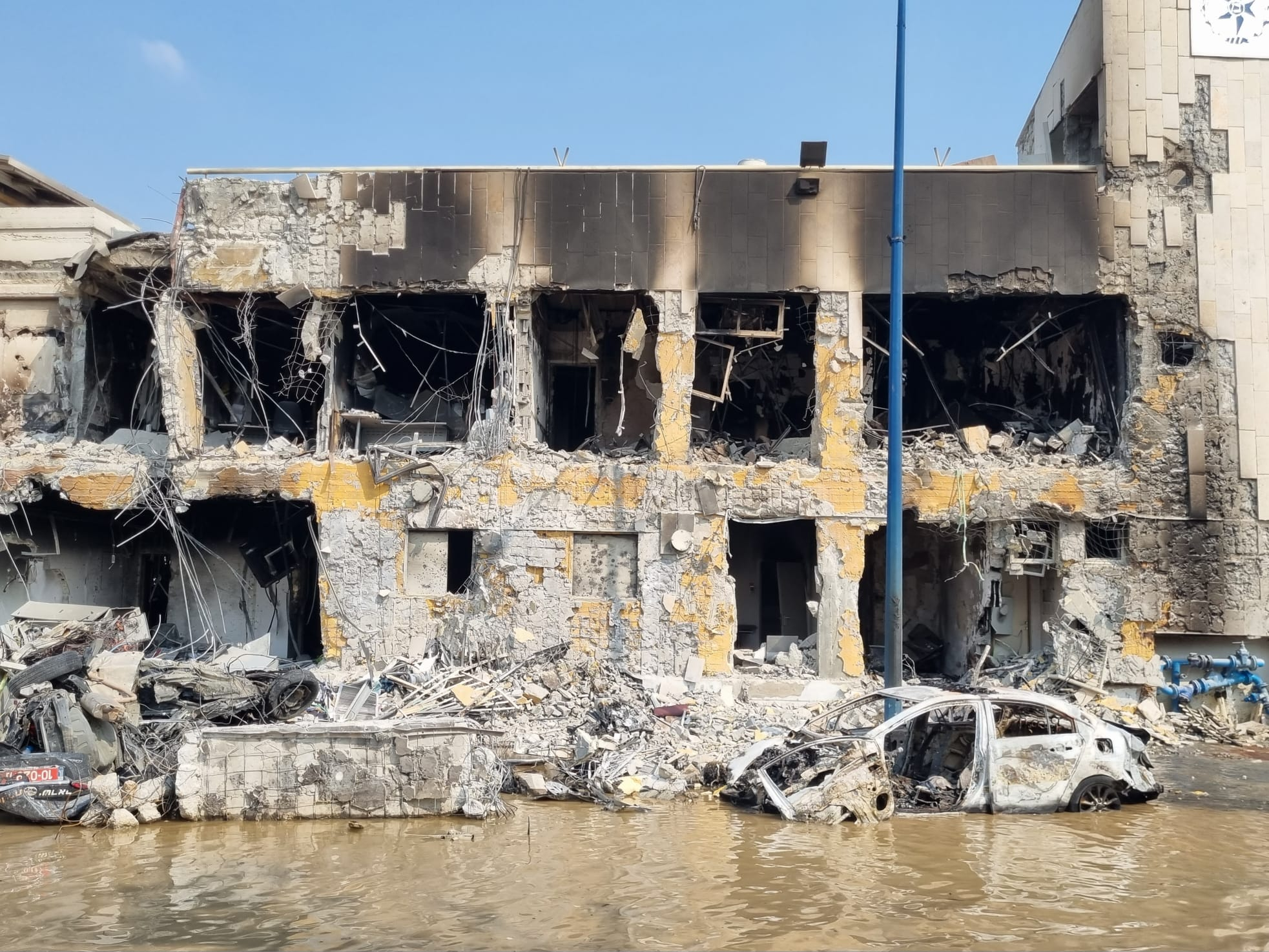
Die bei den Kämpfen zerstörte Polizeistation in Sderot

Am Samstag, dem 7. Oktober 2023 um 6:29 Uhr Ortszeit begann der Angriff mit einem massiven Mörser- und Raketenbeschuss aus dem Gazastreifen, wobei bis 7 Uhr über 1400 Raketen hauptsächlich auf israelische Militärstützpunkte, sowie Siedlungen und Städte im Grenzgebiet abgefeuert wurden. Die IDF gaben bekannt, dass innerhalb der ersten vier Stunden nach Angriffsbeginn rund 3000 Raketen auf Israel abgefeuert wurden und der Beschuss weiterhin anhielt. Der oberste Befehlshaber des militärischen Flügels der Hamas, Mohammed Deif, gab etwa zur gleichen Zeit bekannt, dass 5000 Raketen auf Israel abgefeuert worden seien. Im Laufe des Tages verlagerte sich der Beschuss auf den Süden Israels und es wurde ein Rückgang der Intensität verzeichnet. Dieser Raketenbeschuss führte in den betroffenen Gebieten zur Auslösung des Raketenalarms Farbe Rot (Tzeva Adom), woraufhin sich viele Zivilisten in öffentliche Luftschutzeinrichtungen oder Schutzräume ihrer Häuser – Merhav Mugan – begaben. Die Intensität des Beschusses überforderte die israelische Luftabwehr, eine im militärischen Sprachgebrauch als „Sättigungsangriff“ bezeichnete Taktik, wobei es zu Raketeneinschlägen unter anderem in den Städten Aschkelon, Rischon LeZion und Tel Aviv sowie dem Jerusalemer Vorort Mewasseret Zion kam. In Jerusalem selbst und der Großstadt Be’er Scheva wurde Raketenalarm ausgelöst. Im zentralen Gderot wurden eine Frau, nahe dem südlichen Beduinendorf Kuseife sieben Menschen und im grenznahen Netivot drei Mitglieder einer Familie durch Raketeneinschläge getötet. Über 100 Menschen wurden durch die Folgen von Raketeneinschlägen verletzt.
Unter dem Schutz des Raketenbeschusses und in dem Wissen, dass sich ein Großteil der grenznahen israelischen Truppen protokollgemäß in Luftschutzanlagen befanden, näherten sich bewaffnete Angreifer den Sperranlagen um den Gazastreifen. Unter Einsatz von Drohnen wurden Sprengsätze über den nach oben hin offenen Beobachtungs-, Kommunikations- und ferngesteuerten Waffentürmen abgeworfen, während Scharfschützen gezielt Überwachungstechnik, darunter Kameras, unter Beschuss nahmen. Dabei wurde propagandawirksam auch ein israelischer Kampfpanzer vom Typ Merkava durch einen mittels Drohne abgeworfenen Sprengsatz außer Gefecht gesetzt. Dies führte unter anderem dazu, dass die IDF in den folgenden Tagen zahlreiche ihrer gepanzerten Fahrzeuge mittels Metallkäfigdächern, sogenannten „Cope Cages“, ausrüsteten, wie sie auch von russischen Panzerbesatzungen gegen derartige Drohnenangriffe im Ukrainekrieg verwendet werden.
Nach dem Angriff auf die Überwachungs-, Verteidigungs- und Kommunikationseinrichtungen sprengten Vorauskommandos an 114 Stellen Durchgänge in die Mauern und Zäune der Sperranlagen, von denen einige später unter anderem mit schweren Baumaschinen erweitert wurden. Aufnahmen der Vorgänge, von Body-Cams und Drohnen der Angreifer, wurden vom Hamas-Fernsehsender al-Aqsa TV veröffentlicht. Gerüchte über einen Cyberangriff auf militärische Systeme wurden von den IDF dementiert. Um 6:37 Uhr gab die für die Grenzsicherung zum Gazastreifen zuständige Gaza-Division der IDF das Codewort „Parash Peleshet“ (Philister-Reiter) aus, das sich auf das extremste Infiltrationsszenario bezog; das Eindringen von höchstens einigen Dutzend Terroristen an maximal acht Stellen gleichzeitig. Zum Zeitpunkt des Angriffs waren, im Vertrauen auf die Wirksamkeit der Sperranlagen, lediglich 767 israelische Soldaten entlang der 59 Kilometer langen Grenze stationiert, welche von den folgenden Angriffen völlig überrascht wurden.
In zwei Angriffswellen drangen bis etwa 9 Uhr über 1700 Mitglieder der Nuchba-Elitetruppen der Hamas zu Fuß, mit Motorrädern und Pick-ups auf dem Landweg in den Süden Israels ein und attackierten Militärposten sowie Siedlungen und Städte in Grenznähe, wobei sie unter anderem mit vollautomatischen Sturmgewehren der Bauart Kalaschnikow, Handgranaten, Panzerabwehrhandwaffen und Sprengstoffen ausgerüstet waren. Das Eindringen nach Israel erfolgte auch über den Luft- und Seeweg mittels Motorschirmen und Schnellbooten. Zwischen 7 und 8 Uhr wurden 34 Gebiete angegriffen. Israelische Militärposten in Grenznähe, darunter – von Nord nach Süd – in oder bei Zikim, Erez, Nahal Oz, Sufa, Be’eri, Kissufim, Nir Oz, Urim und Kerem Schalom wurden angegriffen, isoliert oder überrannt. Zudem gelang den Angreifern auch die Einnahme des Hauptquartiers der Gaza-Division in Reʿim sowie die Besetzung der Hauptwache der Polizei in der Stadt Sderot. Wie unvorbereitet die IDF-Stützpunkte getroffen wurden, zeigte sich am Beispiel der IDF-Basis Nahal Oz; diese war zu Angriffsbeginn laut IDF-Untersuchungsbericht mit nur einem Wachsoldaten besetzt und die dortigen Panzertruppen außer Bereitschaft, zudem konnten die Terroristen durch bauliche Lücken der Umfassungsmauer in das Innere der Basis vordringen, wo einige der später getöteten und verschleppten Soldaten noch mit Pyjamas bekleidet in den Luftschutzanlagen bzw. Unterkünften überrascht worden waren. Der Kommandant der Basis war bereits zu Beginn des Angriffs schwer verwundet und der daraufhin mit dem Kommando betraute Kompaniechef im Kampf getötet worden. Alleine auf diesem Stützpunkt wurden nach IDF-Angaben 53 israelische Soldaten getötet, darunter 16 unbewaffnete Soldatinnen einer Beobachtungseinheit. Zehn weitere Soldaten der Basis wurden nach Gaza verschleppt. Zahlreiche hochrangige IDF-Kommandeure wurden bereits in den ersten Stunden des Angriffs bei Konfrontationen mit Terroristen getötet, darunter die Befehlshaber der Nachal-Brigade, der Multidimensional Unit und der Südbrigade der Gaza-Division, was sich nachteilig auf die Führung und Koordinierung der Truppen, sowie die Informationsweitergabe an höhere Stellen auswirkte. Die IDF, die wie die israelische Regierung nicht auf den Angriff vorbereitet waren, verkündeten noch im Laufe des Vormittags, dass Ortschaften rund um den Gazastreifen von der Hamas eingenommen worden seien und startete als Reaktion darauf die Militäroperation „Eiserne Schwerter“ zur Rückeroberung eigenen Staatsgebietes. Verteidigungsminister Joaw Galant genehmigte die Einberufung von Reservekräften und rief den Notstand im Umkreis von 80 Kilometern um den Gazastreifen aus. Dies ermöglichte dem Heimatfront-Kommando unter anderem, Versammlungen einzuschränken und Gebiete abzuriegeln. Der Notstand wurde noch in der Nacht des Angriffstages auf ganz Israel ausgeweitet. Nach offizieller Bestätigung berichteten israelische Medien über die von der Hamas behaupteten Verschleppung von Soldaten sowie Zivilisten aus Israel in den Gazastreifen und zeigten verpixelte Aufnahmen aus sozialen Medien, welche die Vorgänge augenscheinlich dokumentierten.
Die israelische Marine (ISC) konnte ab 6:33 Uhr einen Angriff auf See bestätigten, wobei anwesende Patrouillenboote fünf der sieben angreifenden Hamas-Schnellboote zerstören konnten. Im Wasser befindliche Terroristen, darunter fünf bis acht Kampftaucher, welche von einem Unterwassertunnel aus ins Meer vorgedrungen waren, wurden durch Gewehrfeuer und Granaten neutralisiert. Mit den zwei verbliebenen Booten gelangten 16 Terroristen an den Strand von Zikim, wo sie Zivilisten, den Kibbuz und IDF-Einrichtungen attackierten. Später beteiligten sich Marineeinheiten bei der Bekämpfung der auf den Strandbereich zurückgedrängten Terroristen und beim Angriff auf Hafeneinrichtungen der Hamas in Gaza.
Laut dem IDF-Untersuchungsbericht aus dem Jahr 2025 sei die Gaza-Division für mehrere Stunden „ausgeschaltet“ gewesen und es habe den israelischen Truppen vor Ort und auch dem Generalstab ein umfassendes Lagebild gefehlt, was zu einer anfänglich falschen Einschätzung der Größenordnung des Angriffs und ungeeigneter Prioritätensetzung geführt habe. Viele Kommandeure und Soldaten brachen unabhängig nach Südisrael auf, noch bevor sie einen offiziellen Befehl erhielten. Einige Soldaten kämpften in nichtorganisierten Strukturen oder schlossen sich fremden Truppenverbänden an. Die Sicherheitskräfte mussten unter der Gefahr der Gefährdung von Zivilisten Feuerkraft in israelischen Gemeinden einsetzen, ohne Geheimdienstinformationen operieren und in vielen Fällen ohne jegliche Befehls- und Kontrollgewalt auskommen. In einigen wenigen Fällen zogen sich die Truppen aus dem Kampf zurück oder griffen Terroristen gar nicht erst an. Nach Südisrael entsandte Truppen hatten Schwierigkeiten, bestimmte Siedlungen und IDF-Stellungen zu erreichen, da sie auf den Zufahrtsstraßen und an Kreuzungen in vorbereitete Hinterhalte der Terroristen gerieten. Viele Truppen aus dem Norden kamen durch Sderot und blieben dort in Kämpfen stecken. Sderot erregte viel Aufmerksamkeit, weil in den sozialen Medien und im Fernsehen Clips von Hamas-Terroristen in der Stadt kursierten, während aus den Kibbuzim weitaus weniger Informationen kamen. Weitere Truppen wurden nach Nordisrael geschickt, da die israelischen Streitkräfte zunächst befürchteten, dass sich die libanesische Hisbollah an dem Angriff beteiligen könnte. Während der Invasion sollen die IDF mancherorts die 2016 offiziell außer Kraft gesetzte Hannibal-Direktive angewandt haben, wobei sich Medien auf Berichte und Zeugenaussagen von Soldaten beriefen.
Die israelische Luftwaffe (IAF) hatte aufgrund der unklaren Lage und des Mangels an Informationen Schwierigkeiten, Schwerpunkte zu setzen, sowie zwischen Terroristen und Zivilisten bzw. eigenen Truppen zu unterscheiden. Oftmals unterblieben Angriffe, um nicht eigene Truppen oder Zivilisten zu treffen. Dem IAF-Untersuchungsbericht zufolge habe die Luftwaffe in den ersten drei Stunden des Angriffs nur zögerlich operiert und sei weit davon entfernt gewesen, die Situation vor Ort zu überblicken. Mit Drohnenangriffen, von denen der erste um 7:15 Uhr in der Nähe von Netiv HaʿAssara erfolgte, wurde versucht, Personengruppen, welche für Terroristen gehalten wurden, zu zerstreuen. Ab 7:55 Uhr führten israelische Kampfflugzeuge Angriffe auf vermeintliche Kommandozentralen, Kommandeure, Lager und Tunnelanlagen in Gaza durch, um die Führung, Organisation und den Nachschub der Hamas zu unterbinden, wobei am 7. Oktober rund 530 Tonnen Bomben zum Einsatz kamen. Ab etwa 8 Uhr trafen Kampfhubschrauber im Grenzgebiet ein, welche in einigen Fällen vom Boden aus geleitet wurden. Ab 9:30 Uhr wies IAF-Chef Generalmajor Tomer Bar die Luftstreitkräfte an, das Grenzgebiet anzugreifen, um Terroristen am Eindringen nach Israel und an ihrer Rückkehr in den Gazastreifen zu hindern. Transporthubschrauber der Luftwaffe transportierten etwa 1700 Sicherheitskräfte und evakuierten mehr als 150 Verletzte. Dabei wurde ein Hubschrauber des Typs Yasur nach einer Landung durch Beschuss der Terroristen zerstört. Laut von den IDF veröffentlichten Daten wurden von der Luftwaffe am 7. Oktober rund 11.680 Kampfmittel, darunter Raketen und Bomben, zum Einsatz gebracht.
Die als Kibbuz oder Moschav organisierten grenznahen Siedlungen verfügten über örtliche Sicherheitsteams (Kitat Konenut), bestehend aus Einwohnern mit teils militärischer Vorerfahrung, welche sich nach entsprechenden Alarmierungen oder eigenen Wahrnehmungen sammelten und an den Waffenkammern der Siedlungen ausrüsteten. Diese Sicherheitsteams blieben mancherorts stundenlang auf sich alleine gestellt, wobei einige erfolgreich Widerstand leisten und so ein Eindringen von Terroristen verhindern konnten, beispielsweise in Zikim, Erez oder Nir Am. In anderen Siedlungen, welche von den Terroristen infiltriert oder eingenommen werden konnten, darunter Netiv HaʿAssara, Kfar Aza, Nahal Oz, Alumim, Be’eri, Kissufim, Nirim und Nir Oz, Cholit, sowie am Strand von Zikim und Reʿim, wo das Supernova-Festival stattfand, wurden Massaker an der Zivilbevölkerung verübt. Zudem kam es zu Massakern in den Städten Sderot und Ofakim; letztere befindet sich mehr als 20 km von der Grenze zum Gazastreifen entfernt und war der am weitesten von Gaza entfernte Punkt, den die Terroristen am Tag des Angriffs erreichten. Häuser in denen sich Menschen in Schutzräumen verbarrikadiert hatten, wurden in Brand gesetzt oder mit Granaten angegriffen. Menschen wurden in ihren Häusern und Fahrzeugen, in Gärten und auf Bürgersteigen erschossen, misshandelt, gefoltert, enthauptet oder lebendig verbrannt, wobei ganze Familien getötet wurden. In einigen der Siedlungen war die Internet-, Wasser und Stromversorgung zusammengebrochen bzw. sabotiert worden, wobei Bewohner untereinander mittels Chatgruppen Kontakt hielten, um andere zu warnen, oder Hilfe anzufordern. Terroristen nutzten nachweislich erbeutete israelische Uniformen, hebräische Rufe und gefangene Zivilisten, um Menschen aus ihren Häusern bzw. Schutzräumen zu locken. Fliehende Menschen wurden, in Unkenntnis über das Ausmaß des Angriffs, in anderen bereits von den Terroristen infiltrierten Siedlungen bzw. entlang der Straßen getötet oder verschleppt, wobei die Nationalstraße , welche in Nord-Süd-Richtung entlang der angegriffenen Siedlungen verläuft, den Ruf einer Todeszone erwarb. Zahlreiche Menschen, die sich aufgrund des Raketenalarms in öffentliche Schutzunterstände begeben hatten oder wollten, wurden dort gezielt mit Gewehrfeuer und Granaten bekämpft. Registriert wurde auch Geschlechtsspezifische und sexuelle Gewalt. Am schwersten betroffen waren Be’eri, Kfar Aza, Nir Oz und das Freiluftfestival bei Reʿim; allein an diesen vier Orten wurden mehr als 600 Menschen getötet und über 160 entführt. Insgesamt wurden mehr als 250 Menschen, einige davon bereits tot, als Geiseln in den Gazastreifen verschleppt. Detaillierte Angriffspläne für einzelne Ortschaften mit teilweise verschlüsselten Aufträgen, Zivilisten zu töten, Geiseln zu nehmen und in den Gazastreifen zu verschleppen, wurden später bei den Leichen getöteter Terroristen aufgefunden. Während der zweiten und ab 9 Uhr einsetzenden dritten Angriffswelle drangen weitere über 1300 Mitglieder der Hamas und 580 Mitglieder des Palästinensischen Islamischen Dschihad und anderer Terrorgruppen, nach Israel ein. Laut israelischen Ermittlungen drangen, zusammen mit Zivilisten, welche sich vor allem an Plünderungen aber auch Mord beteiligten, insgesamt zwischen 5000 und 5600 Palästinenser in Israel ein. Neben der Hamas und dem Islamischen Dschihad, welche die Hauptlast des Angriffs trugen, waren laut einer Untersuchung der Vereinten Nationen auch Kämpfer folgender Bewegungen an dem Angriff beteiligt; al-Aqsa-Märtyrerbrigaden, Volksfront zur Befreiung Palästinas, Demokratische Front zur Befreiung Palästinas, Volkswiderstandskomitee und Palästinensische Mudschaheddin-Bewegung.
Die Kämpfe dauerten in mehreren Siedlungen bis zum Abend an, wobei es aufgrund des eingeschränkten Lagebildes für die israelischen Streitkräfte schwierig war, ihre Truppen an die richtigen Orte zu entsenden, da sie nicht wussten, wo diese am dringendsten benötigt wurden. In Häusern von Be’eri und Ofakim kam es zu mehrstündigen Geiselnahmen, wobei in Be’eri 13 der Geiseln unter anderem auch durch israelischen Beschuss getötet wurden. Der IDF-Untersuchungsbericht von 2025 stellte fest, dass die israelischen Truppen bei der Rückeroberung vorwiegend langsam, unkoordiniert und ohne einheitlicher Führung operierten. Allein bei den Kämpfen um Kfar Aza waren Truppen aus 24 verschiedenen israelischen Einheiten verwickelt. Erst nachdem das Grenzgebiet mit Truppen „überschwemmt“ und hohe Offiziere für die Kontrolle verschiedener Kampfschauplätze ernannt worden waren, erlangten die israelischen Streitkräfte die Kontrolle über das Gebiet größtenteils in der Nacht zum 8. Oktober zurück und begannen zwischenzeitlich mit der schrittweisen Evakuierung von Zivilisten aus den Grenzgemeinden, da sich dort immer noch Terroristen aufhielten. Es kam vor, dass Truppen bei Versuchen, Zivilisten zu evakuieren, unter Beschuss gerieten. Teilweise leisteten die Terroristen erbitterten Widerstand; allein der Kampf um die besetzte Polizeistation von Sderot dauerte rund 26 Stunden und endete erst, als das Gebäude mitsamt der darin befindlichen zehn Verteidiger unter dem Beschuss israelischer Streitkräfte, paramilitärischer Polizeieinheiten, einer Drohne eines Hubschraubers und eines Kampfpanzers völlig zerstört und später mit gepanzerten Planierraupen abgerissen wurde. In der Polizeistation und dem nahen Umkreis waren nach Angaben eines Regierungssprechers 28 israelische Zivilisten und Sicherheitskräfte getötet worden. Der IDF-Sprecher Daniel Hagari verkündete am Morgen des 10. Oktober die Wiedererlangung der vollständigen Kontrolle über den Grenzbereich. Die Säuberung der einzelnen Gebiete zog sich aufgrund verschanzter bzw. verbarrikadierter Terroristen über mehrere Tage hin, wobei Hagari am 11. Oktober verkündete, dass in den letzten 24 Stunden 18 Terroristen bei Zikim, Mefalsim, Reʿim und Aschkelon getötet worden seien. Die IDF gaben nach dem Terrorangriff bekannt, eine Untersuchung zu 41 Kampfschauplätzen vom 7. Oktober eingeleitet zu haben. Im Grenzgebiet befanden sich noch die Leichen hunderter Menschen, welche noch nicht geborgen wurden. Die Armee durchkämmte weiterhin Orte in Grenznähe auf der Suche nach Terroristen, während das Combat Engineering Corps der IDF die Durchbruchsstellen der Grenzbarrieren abriegelte und von der Hamas hinterlassene Kampfmittel räumte. Einzelne, versprengte Terroristen wurden bis 15. Oktober unter anderem bei Kissufim und Nir Am getötet.
Insgesamt wurden beim Terrorangriff und den Kämpfen zur Rückeroberung des Staatsgebietes laut offiziellen Verlautbarungen 329 israelische Soldaten und 59 Polizisten getötet. Die Zahl der während des Terrorangriffs in Israel getöteten Zivilisten wurde mit 796 angegeben. 14 weitere Zivilisten, welche von den Terrororganisationen in den Gazastreifen entführt worden waren, wurden bis Mai 2024 für tot erklärt. Zu diesem Zeitpunkt gingen die IDF zudem davon aus, dass 37 der weiteren Geiseln ebenfalls nicht mehr am Leben seien. Die IDF teilten mit, während des Terrorangriffs und den Kämpfen zur Rückeroberung innerhalb des israelischen Staatsgebietes rund 1000 palästinensische Terroristen getötet zu haben. Zahlreiche weitere seien bei Angriffen im Gazastreifen ums Leben gekommen.

### Propaganda-Videos der Hamas
Die Hamas veröffentlichte bereits kurz nach Angriffsbeginn Videoaufnahmen ihrer Gewalttaten, welche die Terroristen teils mit Bodycams und Helmkameras aufgenommen hatten, auf Telegram-Kanälen. Die Videos waren innerhalb weniger Stunden in PR-Studios der Hamas gesichtet, ausgewählt und professionell geschnitten worden. Auf diesen Aufnahmen waren massive Gewalttaten an israelischen Zivilisten in bisher ungekanntem Ausmaß zu sehen, einschließlich Anzeichen von Vergewaltigungen und erniedrigender Behandlung von Frauen als Beute. Auch auf Facebook konnten die Terrorattacken im Livestream mitverfolgt werden. Manche Morde nahmen die Terroristen mit den Mobiltelefonen ihrer Opfer auf und sandten die Aufnahmen an Angehörige oder Bekannte der Opfer oder luden sie auf die Facebookprofilseiten der Getöteten hoch. Unzählige Veröffentlichungen auf Plattformen der Sozialen Netzwerke zeigten die Gräuel aus Täterperspektive als Propagandamaterial. Darauf folgte laut der Antisemitismusforscherin Monika Hübscher „eine international angelegte Social-Media-Kampagne mit dem Ziel die Hamas und ihre Morde zu legitimieren und anhand von antisemitischen Darstellungen in Bild und Wort nicht nur Israelis, sondern auch Juden*Jüdinnen zu entmenschlichen und Gewalt gegen sie zu normalisieren“.
139 Morde „auf jede erdenkliche Art“ seien durch Videomaterial dokumentiert. Tausende weitere Sequenzen werden nach Angabe von Ron Leshem auf Bitte der betroffenen Familien bei den Ermittlungsstellen unter Verschluss gehalten. Am 23. Oktober zeigte die israelische Regierung 200 Mitgliedern der ausländischen Presse rund 43 Minuten Filmmaterial, darunter ungeschnittene Aufnahmen von Bodycams getöteter oder gefangener Terroristen, um Zweifel an den durch die israelischen Behörden geschilderten Gräueltaten der Terroristen zu zerstreuen. Am 8. November gaben israelische Behörden bekannt, bisher etwa 1.000 Menschen eine 47-minütige Zusammenstellung einiger der Gräueltaten des Angriffes der Hamas vorgeführt zu haben, unter anderem der Redaktion der New York Times, Mitarbeitern des Weißen Hauses sowie den Leitern westlicher Geheimdienste, darunter CIA und MI5. Der Zusammenschnitt, der größtenteils aus Bodycam-Aufnahmen getöteter Terroristen bestehe, wird als Teil der israelischen Öffentlichkeitsarbeit verwendet.

### Bergung der Todesopfer
Nach dem Terrorangriff der Hamas wurde die ZAKA-Organisation mit der extrem schwierigen Aufgabe betraut, die Leichen und Leichenteile der von den palästinensischen Terroristen getöteten Menschen zu bergen und zu identifizieren. Das Ausmaß der Tötungen und Folterungen der Opfer werden von den ZAKA-Mitarbeitern protokolliert und sollen in künftigen Gerichtsverfahren Hinweise auf Kriegsverbrechen, Verbrechen gegen die Menschlichkeit und Völkermord liefern.

## Folgeereignisse

### Politische Vorgänge
Am 8. Oktober verkündete das Büro von Ministerpräsident Benjamin Netanjahu, dass das israelische Sicherheitskabinett einer Versetzung des Landes in den Kriegszustand zugestimmt und es zur Durchführung erheblicher militärischer Aktivitäten ermächtigt habe. Aufgrund der Kampfhandlungen wurden die Schulen im gesamten Land, sowie sämtliche Geschäfte südlich von Netanja und nördlich des zentralen Negev-Gebietes, welche über keine Schutzräume verfügen, geschlossen. Zudem ernannte Netanjahu den Brigadegeneral der Reserve, Gal Hirsch, zum Verantwortlichen der Regierung für vermisste und entführte Bürger, wobei alle Regierungsbehörden in dieser Angelegenheit seiner Leitung unterstellt wurden.
Laut einer vom israelischen Außenministerium zusammengestellten Liste hatten bis dahin rund 84 Länder und Nationen Erklärungen zur Unterstützung Israels veröffentlicht, wobei in vielen Ländern, darunter den USA, Großbritannien, Australien, Frankreich, Norwegen und Österreich, mehrere politische Führer Erklärungen abgaben, in denen sie die Angriffe verurteilten und Israels Recht auf Selbstverteidigung unterstützten. Außenminister Eli Cohen sprach dabei innerhalb von 24 Stunden mit 17 Außenministern, überwiegend aus Europa. Er hielt auch ein Briefing für ausländische Diplomaten in Israel und für israelische Diplomaten im Ausland ab.
US-Verteidigungsminister Lloyd Austin gab bekannt, dass die Regierung der Vereinigten Staaten die israelischen Streitkräfte mit zusätzlicher Ausrüstung und Ressourcen, einschließlich Munition, versorgen werde. Zudem gab er bekannt, dass eine Flugzeugträgerkampfgruppe um den Flugzeugträger  Gerald R. Ford in das östliche Mittelmeer verlegt werde und die Kampfflugzeugstaffeln in der Region verstärkt würden.
Ende Januar 2024 übermittelte Israel dem UN-Palästinenserhilfswerk UNRWA Informationen über die mutmaßliche Beteiligung mehrerer von dessen Mitarbeiter am Terrorangriff der Hamas auf Israel. Die UNRWA kündigte daraufhin an, eine mögliche Beteiligung mehrerer seiner Mitarbeiter am Hamas-Massaker in Israel zu prüfen. UN-Generalsekretär António Guterres zeigte sich entsetzt über die Nachricht, dass mehrere UNRWA-Mitarbeiter in die Terroranschläge in Israel verwickelt sein könnten und drohte den Betroffenen mit sofortiger Entlassung sowie strafrechtlichen Konsequenzen, sollte die Untersuchung ihre Beteiligung an den Attacken ergeben.

### Beschuss Israels aus dem Libanon
Am frühen Vormittag meldete die IDF, dass sie mit Artilleriebeschuss und einem Drohnenangriff auf Ziele der Hisbollah-Infrastruktur im Südlibanon reagiert habe, nachdem von dort aus mehrere Mörsergranaten auf Mount Dov, im von Israel besetzten Gebiet der Schebaa-Farmen, abgefeuert worden waren. Die libanesische Terrormiliz Hisbollah übernahm die Verantwortung und gab an, drei israelische Militärstandorte in der Mount Dov-Region, aus Solidarität mit dem palästinensischen Widerstand, angegriffen zu haben. Die im Südlibanon stationierte UN-Friedenstruppe UNIFIL bestätigte den gegenseitigen Beschuss, bei dem es nach offiziellen Angaben zu keinen Opfern gekommen war, und rief beide Seiten zur Zurückhaltung und Deeskalation auf.

### Kampfhandlungen in Israel und Angriffe im Gazastreifen
Im Laufe des Tages kam es zu sporadischem Raketenbeschuss auf Israel, wobei in Sderot, Netiwot und Aschkelon mehrere Gebäude getroffen und mindestens fünf Menschen verletzt wurden.
Die israelische Luftwaffe flog eine Welle schwerer Luftangriffe im Gazastreifen, wobei hunderte Ziele, davon mindestens 120 in der nördlich gelegenen Stadt Beit Hanun und etwa 150 in Shejaiya, einem Viertel von Gaza-Stadt, angegriffen worden seien. Die IDF bezeichnete Beit Hanun und Shejaiya als „Terrornester“, welche von der Hamas für Angriffe gegen Israel genutzt würden. Die israelische Marine beschoss ebenfalls Ziele im Gazastreifen und meldete unter anderem die Zerstörung mehrerer Raketenwerfer.
Der hochrangige Hamas-Funktionär Moussa Abu Marzouk gab bekannt, dass die Terrorgruppe rund 130 israelische Geiseln festhalte, darunter hochrangige Armeeangehörige. Am Ende des Tages meldete zudem Abu Obaida, ein Sprecher des militärischen Flügels der Hamas, dass in mehreren Gebieten nahe der nördlichen Gaza-Grenze, darunter Zikim, Sufa und Mefalsim, immer noch Kämpfe andauerten und dass in Mavki'im, südlich von Aschkelon, zahlreiche israelische Sicherheitskräfte getötet und verwundet worden seien.
Am Ende des zweiten Tages gab das Gesundheitsministerium bekannt, dass seit Beginn des Angriffs die Zahl der Verletzten und in israelischen Krankenhäusern behandelten Israelis auf 2.315 gestiegen sei. Zudem seien bereits mehr als 700 Tote zu beklagen, Tendenz steigend.

### 9. Oktober

#### Politische und wirtschaftliche Vorgänge
Ein Sprecher der ANZ-Bankengruppe gab bekannt, dass seit dem Angriff der Hamas am Wochenende, die Ölpreise um mehr als vier Prozent gestiegen seien. Brent sei im frühen Asiengeschäft um 4,7 Prozent auf 86,65 US-Dollar, sowie West Texas Intermediate um 4,5 Prozent auf 88,39 US-Dollar gestiegen. Entscheidend für die Märkte sei, ob der Konflikt eingedämmt bleibe, oder sich auf andere Regionen, insbesondere Saudi-Arabien, ausweite und es zu einer Einbeziehung von Iran und USA komme.
Die israelische Zentralbank teilte mit, dass sie, auf die durch den Hamas-Angriff entstandene Marktunsicherheit, wobei der Schekel gegenüber dem US-Dollar auf ein nahezu achtjähriges Tief gefallen war, mit dem Verkauf von Devisen in der Höhe von bis zu 30 Milliarden US-Dollar reagiere, um die Schekel-Währung zu stützen.
Nayib Bukele, Präsident von El Salvador mit palästinensischer Abstammung, verurteilte die Hamas nach ihrem Angriff auf Israel und verglich die Organisation mit der in seinem Land operierenden Mara Salvatrucha. Irans Präsident Ebrahim Raisi hingegen lobte in einem Telefongespräch mit Ziyad an-Nachala, Führer der Organisation Islamischer Dschihad in Palästina, den Angriff auf Israel als „innovative Operation“.
Der EU-Außenbeauftragte Josep Borrell berief für den Folgetag eine Dringlichkeitssitzung der EU-Außenminister ein, um die Situation in Israel und in der Region zu besprechen, während Olivér Várhelyi, Kommissar für Erweiterung und Europäische Nachbarschaftspolitik, bekanntgab, dass die Entwicklungshilfezahlungen an die Palästinenser gestoppt und die Unterstützung in Höhe von 691 Millionen Euro einer erneuten Prüfung unterzogen werde.
UN-Generalsekretär António Guterres kritisierte die Angriffe der Hamas auf Israel und forderte die Terrorgruppe auf, alle Geiseln freizulassen. Gleichzeitig äußerte er sich besorgt über die Reaktion Israels, welche unter anderem auf die zivile Infrastruktur abziele, sowie die Zahl der Todesopfer auch auf palästinensischer Seite, darunter viele Frauen und Kinder, wobei er daran erinnerte, dass Militäreinsätze in strikter Übereinstimmung mit dem humanitären Völkerrecht durchgeführt werden müssten.

#### Kampfhandlungen in Israel und dem Gazastreifen

Ungefähres Lagebild am 9. Oktober

In der Nacht vom 8. zum 9. Oktober sowie im Verlauf des Tages erfolgte unter Einsatz von Kampfflugzeugen, Helikoptern und Artillerie ein umfassender Angriff Israels auf den Gazastreifen, bei dem nach israelischen Militärangaben mehr als 1.000 Ziele getroffen wurden. Durch die Luftangriffe des israelischen Militärs wurde auch ein Markt des Flüchtlingslagers Dschabaliya getroffen, der mit Zivilisten bevölkert war.
Auch die Hamas feuerte erneut Raketen auf israelisches Gebiet ab, dabei kam es zu Einschlägen in Tel Aviv, unter anderem nahe dem Flughafen Ben Gurion, in Aschdod und Aschkelon, sowie nahe Jerusalem, wobei mindestens acht Menschen verletzt wurden. IDF-Sprecher Daniel Hagari meldete am späten Vormittag, dass seit Beginn des Hamas-Angriffs rund 4.400 Raketen auf Israel abgefeuert worden seien und betonte, dass Yahya Sinwar, Leiter der Hamas im Gazastreifen und damit Kommandeur der Kampagne vom 7. Oktober, ein „toter Mann“ sei.
Am Nachmittag gab die IDF bekannt, drei Bewaffnete nahe dem Beduinendorf Arab al-Aramshe, im Norden Israels, getötet zu haben, welche aus dem Libanon nach West-Galiläa eingedrungen waren. Im Zuge der Kampfhandlungen wurden laut IDF auch ein israelischer Soldat getötet und fünf weitere verwundet. Zudem war es in zwei Ortschaften in Ober-Galiläa zur Auslösung von Luftalarm gekommen, nachdem zwei Mörsergranaten aus dem Libanon auf Nordisrael abgefeuert worden waren, von denen eine in offenem Gelände und die zweite noch im Libanon eingeschlagen war. Die israelische Armee beschoss daraufhin drei Ziele im Südlibanon, darunter einen Hisbollah-Beobachtungsposten. Das Heimatfrontkommando der IDF forderte die Bewohner von 28 Ortschaften im Norden Israels, welche nahe der libanesischen Grenze liegen, auf, bis auf Weiteres Schutzräume aufzusuchen. Die Verantwortung für den Infiltrationsversuch nach Israel übernahm später am Abend die Organisation Palästinensischer Islamischer Dschihad. Die Hisbollah gab noch am selben Tag den Tod drei ihrer Mitglieder durch israelische Vergeltungsangriffe bekannt.
Am Abend gab IDF-Sprecher Daniel Hagari im Zuge einer Pressekonferenz bekannt, dass die Durchbrüche an den Grenzanlagen abgeriegelt seien und Terroristen, welche sich ihnen nähern, mit Unterstützung der Luftwaffe bekämpft würden. Die Intensität der Angriffe der israelischen Luftwaffe auf den Gazastreifen sei fünfmal so hoch wie die der Angriffe auf die Hisbollah im Libanonkrieg 2006. Zudem habe das Militär die Evakuierung der in Grenznähe zum Gazastreifen liegenden Orte abgeschlossen, wobei es einige Familien gebe, die sich entschieden hätten, zu bleiben. Die Säuberung Südisraels von Terroristen, welche buchstäblich von Haus zu Haus erfolge, sei noch im Gange.

#### Blockade des Gazastreifens
Nach einem Beschluss des israelischen Sicherheitskabinetts gab der israelische Verteidigungsminister eine „totale Blockade“ des Gazastreifens bekannt, die auch ein Einfuhrverbot aller Waren, einschließlich Lebensmittel und Treibstoff, vorsah. Damit stellte Israel auch die Wasserversorgung in den Gazastreifen, in dem etwa 2,3 Millionen Menschen wohnen, ein. Die Strom- und Energiezufuhr hatte Israel bereits zwei Tage zuvor gestoppt. Der UN-Hochkommissar für Menschenrechte erklärte, dass eine vollständige Blockade gegen humanitäres Völkerrecht verstoße. Nach Angaben des UN-Hilfswerks für Palästinensische Flüchtlinge im Nahen Osten (UNRWA) wurden mehr als ein Dutzend UN-Einrichtungen in Gaza durch israelischen Beschuss getroffen, darunter auch eine Notunterkunft. Laut der UNRWA sind etwa 137.000 Menschen im Gazastreifen in UN-Notunterkünften untergebracht und diese damit zu 90 % belegt. Laut OCHA lag die Zahl der Binnenflüchtlinge im Gazastreifen bei etwa 123.500. Nach den Angriffen der Hamas hatte es 73.538 Binnenflüchtlinge im Gazastreifen gegeben. Nach Angaben des Gesundheitsministeriums im Gazastreifen waren mit Stand 9. Oktober durch Beschuss der israelischen Armee als Reaktion auf die massiven Angriffe der Hamas mindestens 560 Menschen im Gazastreifen getötet und etwa 2900 verletzt worden.

### 10. Oktober

#### Kampfhandlungen in Israel und dem Gazastreifen
Durch Raketenbeschuss aus dem Gazastreifen wurden in Aschkelon und Eschkol zwei Menschen getötet und zwei verletzt. Zudem traf eine aus dem Gazastreifen abgeschossene Rakete ein Dorf bei Tulkarm im Westjordanland, wobei ein Palästinenser getötet wurde.

#### Beschuss Israels aus dem Libanon und Syrien
Am Abend gab das Militär bekannt, dass 15 Raketen aus dem Libanon auf West-Galiläa, im Norden Israels, abgefeuert und vier davon durch das Luftabwehrsystem Iron Dome abgefangen worden seien. Die restlichen Raketen seien in offenes Gelände eingeschlagen und hätten keine Schäden verursacht. Die israelische Armee habe mit Artillerie- bzw. Panzerbeschuss auf zwei Hisbollah-Stellungen geantwortet. Zudem seien zwei Panzerabwehrraketen auf ein gepanzertes israelisches Fahrzeug in der Nähe der nördlichen Stadt Avivim abgefeuert worden, wobei es zu keinen Verlusten gekommen sei. Daraufhin habe ein Kampfhubschrauber eine weitere Hisbollah-Stellung beschossen. Die Bewohner der am weitesten im Norden gelegenen Ortschaft Israels, Metulla, wurden aufgefordert, aus Sicherheitsgründen ihre Häuser zu verlassen.
Später gab die IDF auch bekannt, dass mehrere Mörsergranaten aus Syrien, in offenes Gelände der israelisch besetzten Golanhöhen, abgefeuert worden seien, wobei es keine Verletzten oder Schäden gegeben habe. Die Abschussorte seien daraufhin von israelischer Artillerie beschossen worden.
Am Ende des Tages gab das Gesundheitsministerium bekannt, dass bislang in Israel mehr als 2.900 Menschen verletzt und bereits über 1.000 Menschen getötet worden seien.

### Ereignisse ab 11. Oktober 2023
Nachdem die verbliebenen Terroristen von israelischem Territorium zurückgeschlagen worden waren, intensivierten die israelischen Verteidigungsstreitkräfte in den folgenden Wochen die Angriffe auf von der Hamas genutzte Strukturen im Gazastreifen, um eine Bodenoffensive vorzubereiten. Nach Angaben des von der Hamas geführten Gesundheitsministeriums wurden bei israelischen Kampfhandlungen bis Ende Oktober über 8.000 Palästinenser getötet.
Israel ging von zu diesem Zeitpunkt 224 Geiseln in der Hand der Hamas aus. Die Qassam-Brigaden der Hamas behaupteten, es seien bisher etwa 50 Geiseln durch israelische Luftschläge getötet worden. 54 der Geiseln sind aus Thailand und arbeiteten wie etwa 5.000 Landsleute zum Zeitpunkt des Terrorangriffs in Israel in der Landwirtschaft, fünf weitere aus Nepal und zwei von den Philippinen; keine dieser Geiseln besitzt die doppelte Staatsbürgerschaft. Die Hamas betrachtet alle ihre über 200 in den Gazastreifen verschleppten Geiseln als Israelis, unabhängig davon, ob sie eine zweite Staatsangehörigkeit haben.
Die Zerstörung der militärischen und politischen Strukturen der Hamas war eines der Hauptziele der ab dem 27./28. Oktober 2023 von die IDF im Gazastreifen geführten Bodenoffensive.
Dieses Ziel wurde am 14. November 2023 teilweise erreicht; IDF-Soldaten konnten an diesem Tag das Parlamentsgebäude, das Hauptquartier der Militärpolizei und des militärischen Flügels der Hamas, das Polizeipräsidium und den Regierungskomplex in Gaza-Stadt erobern, sodass die islamistische Terrororganisation de facto keine Kontrolle mehr über den Gazastreifen hatte.

## Cyberkrieg
Mit dem Angriff der Hamas wurde Israel zeitgleich mit den ersten Raketen Ziel von Hackerangriffen, darunter DDoS-Attacken. Bis zum 12. Oktober beteiligten sich 58 Gruppierungen am Cyberkrieg, von denen die Mehrzahl gegen Israel agierten; einige wenige waren zugunsten Israels aktiv und legten palästinensische Websites vorübergehend lahm. Unter den antiisraelischen Gruppierungen sind prorussische Hackergruppen, die auch im Cyberkrieg im Bezug zum Russland-Ukraine-Krieg gegen die Ukraine und ihre Verbündeten vorgingen. Die prorussische Gruppe Killnet, die im Januar 2023 Hackerangriffe gegen deutsche Behörden und Unternehmen startete, ist verantwortlich für Angriffe gegen die Ukraine sowie gegen Israel. Die als prorussisch aufgefallene Hacker-Gruppierung Anonymous Sudan brüstete sich: Die Website des Radarwarnsystems Farbe Rot (Tzeva Adom) sollte die israelische Bevölkerung vor Gefahren wie Raketenangriffen warnen – jetzt sei sie nicht mehr funktional. Außerdem gelang es der Hacktivistengruppe AnonGhost die Mobile App Red Alert mit falschen Raketenmeldungen, Spamnachrichten und Morddrohungen zu fluten. Der Stuttgarter Cybersicherheitsforscher Mirko Ross gibt hierbei zu bedenken, dass es sehr schwierig sei, die Angriffe konkreten Gruppen zuzuordnen, weil es auch Operationen von Geheimdiensten unter falscher Flagge geben könne.

## Desinformation und Verschwörungstheorien
Julia Smirnova vom Institute for Strategic Dialogue Germany (ISD) sagte, Russland instrumentalisiere „auf zynische Weise diese Tragödie, um antiwestliche und antiukrainische Narrative zu verbreiten“. So behaupteten der russische Duma-Chef Wjatscheslaw Wiktorowitsch Wolodin wie auch der Sender RT, die Ukraine habe vom Westen gelieferte Waffen an Länder des Nahen Ostens sowie die Hamas weiterverkauft. Auch die rechte US-Politikerin Marjorie Taylor Greene äußerte sich ähnlich. In prorussischen Kanälen wie dem von Alina Lipp wurde geschrieben, dass ukrainische Geflüchtete für die Hamas arbeiten würden. In einigen propalästinensischen und verschwörungsideologischen Kanälen werden die Angriffe als lediglich von Israel inszeniert dargestellt. Laut Josef Holnburger vom Center für Monitoring, Analyse und Strategie (CeMAS) wird auf vielen deutschsprachigen verschwörungsideologischen Plattformen die Behauptung aufgestellt, Israel habe die Angriffe bewusst geschehen lassen, um einen Vorwand zu haben, selbst anzugreifen. Israel sei nach dieser Logik der Mörder an der eigenen Bevölkerung und würde von den Angriffen profitieren, laut Holnburger eine „starke Umkehr der Täter-Opferperspektive“. Ebenfalls geläufig sei die Dämonisierung Israels; so wurde ein angebliches Zitat des israelischen Verteidigungsministers Joaw Galant verbreitet, nach dem Israel alle Regeln der Kriegführung aufgehoben habe und die Soldaten für nichts verantwortlich gemacht würden, was Galant jedoch nie gesagt hatte. Häufig werde Israel auch eine Teil- oder Alleinschuld an den Angriffen zugewiesen.
Die EU leitete im Oktober 2023 ein Verfahren gegen den Online-Dienst X wegen Verbreitung falscher und irreführender Informationen und Videos im Zusammenhang mit dem Überfall ein. Auch auf den Diensten Facebook, TikTok oder Instagram nahmen Falschmeldungen und Desinformation deutlich zu. Selbst in der medialen Berichterstattung gab es laut Haaretz und France 24 einige Meldungen von unverifizierten Gräueltaten. Ein Sprecher für ZAKA, eine israelische Ersthelferorganisation, auf deren Mitglieder einige dieser Berichte zurückgingen, räumte gegenüber France 24 ein, Ersthelfer hätten gefundene Überreste manchmal falsch interpretiert.

## Opfer

### Israelis

Solidaritätskundgebung in Hof auf dem Gelände der ehemaligen Synagoge

Bis 14. November 2023 konnten nach Angaben der israelischen Polizei 1.239 Todesopfer des Terrorangriffs am 7. Oktober sowie den nachfolgenden Kämpfen in Israel, bis zum Beginn der Bodenoffensive im Gazastreifen, identifiziert werden. Darunter befanden sich 859 Zivilisten, 322 Soldaten und 58 Polizisten. 70 Soldaten und eine Polizistin starben darüber hinaus nach dem Beginn der Bodenoffensive (Stand: 25. November 2023). Die Zahl der durch den Terrorangriff in Israel getöteten Israelis und Ausländer war zuvor wochenlang mit über 1.400 angegeben worden, was laut einem Sprecher des israelischen Außenministeriums auf dem Mitzählen bis dahin nicht identifizierter Leichen beruhte, von denen sich später viele als getötete Terroristen herausstellten. Der Großteil der Identifizierungsarbeiten fand am Hauptstützpunkt des Militärrabbinats in Ramla statt.
Nach Angaben des israelischen Gesundheitsministeriums vom 22. Oktober wurden durch den Terrorangriff 5.431 Menschen in Israel verletzt, davon befanden sich noch 302 in medizinischer Behandlung.
Am 15. Dezember 2023 berichtete Agence France Presse basierend auf Daten der israelischen Sozialversicherungsbehörde, die endgültigen Opferzahlen des am 7. Oktober begonnenen Terrorangriffs belaufen sich auf 1.139 Tote – 695 israelische Zivilisten, darunter 36 Minderjährige, 373 Mitglieder der israelischen Sicherheitskräfte und 71 Ausländer. Unter den 36 Minderjährigen waren 20 unter 15 Jahre alte Kinder. Das jüngste Opfer war die zehn Monate alte Mila Cohen, die in Be'eri von einer Kugel getroffen wurde. Die überwiegende Zahl der Opfer war jüdischen Glaubens, jedoch wurden auch mindestens 19 arabische Israelis getötet, welche der ethnischen Minderheit der Beduinen angehörten. Nicht in den Opferzahlen enthalten seien fünf noch als vermisst gemeldete Personen, darunter vier Israelis. Die Daten unterscheiden ferner nicht zwischen den von der Hamas und den von den israelischen Streitkräften bei den Kämpfen um die Rückeroberung des Südens Israels getöteten Zivilisten. Die israelische Armee setzte bei dieser Operation laut Zeugenaussagen Panzergeschosse und Raketen in bewohnten Gebieten ein.
Die Identifizierung getöteter Zivilisten erfolge hauptsächlich anhand von Fingerabdrücken, zahnärztlichen Unterlagen und durch DNA-Prozess, bei getöteten Soldaten werde zusätzlich auf deren Erkennungsmarken zurückgegriffen. Am 7. November gab die Israel Antiquities Authority bekannt, dass Archäologen ihrer Behörde seit rund zwei Wochen die Bemühungen der IDF unterstützen würden, Überreste vermisster Menschen in Häusern und Fahrzeugen zu identifizieren, die während des Terrorangriffs in israelischen Gemeinden rund um den Gazastreifen verbrannt wurden. Seit Beginn der gemeinsamen Anstrengungen sei es gelungen, zehn Verstorbene eindeutig zu identifizieren, die zuvor als vermisst gegolten hatten.
Die opferreichsten Massaker ereigneten sich von Norden im Uhrzeigersinn gesehen in den Gebieten von Zikim (≈ 30 Tote), Netiv HaAsara (≈ 30 Tote), Sderot (≈ 60 Tote), Kfar Aza (≈ 70 Tote), Nachal Oz (≈ 90 Tote), Be’eri (≈ 120 Tote), Reʿim (≈ 420 Tote hauptsächlich bei einem Musikfestival), Ofakim (≈ 45 Tote), Kissufim (≈ 30 Tote), Nir Oz (≈ 45 Tote) und Cholit (≈ 20 Tote).
Forensiker, die versuchten, die besonders übel zugerichteten oder teilweise verbrannten Leichen der insgesamt 1200 Opfer zu identifizieren, berichteten über die Gewalt, die den Opfern vor oder nach ihrem Tod zugefügt wurde. Menschen seien verbrannt, Frauen massenhaft vergewaltigt worden.
In der Zeit seit dem Holocaust hat es bis dahin keinen anderen Tag gegeben, an dem so viele Juden ermordet wurden.
Der Unabhängigkeitskrieg 1947 bis 1949 forderte über einen Zeitraum von fast zwei Jahren zusammen etwa 6080 Todesopfer, davon etwa 2000 Zivilisten. Während der zwei Wochen des Jom-Kippur-Krieges 1973 wurden etwa 2600 Israelis getötet, jedoch nur sehr wenige zivile Opfer. 1036 Israelis fielen während der viereinhalb Jahre dauernden zweiten Intifada 2000 bis 2005 Terroranschlägen zum Opfer. Beim tödlichsten Anschlag auf jüdisches Leben außerhalb Israels – dem Anschlag von Buenos Aires 1994 – wurden 85 Menschen ermordet.

### Ausländer und Menschen mit doppelter Staatsbürgerschaft
Unter den Opfern befinden sich auch zahlreiche Ausländer und Menschen mit doppelter Staatsbürgerschaft. Von den ausländischen Behörden wurden um die 200 Tote bestätigt.
| Land                   | Getötet     | Entführt     | Vermisst | Einzelnachweis                  |
| ---------------------- | ----------- | ------------ | -------- | ------------------------------- |
| Argentinien            | 09          |              | 21       | [ 234 ] [ 236 ]                 |
| Aserbaidschan          | 01          |              |          | [ 234 ]                         |
| Australien             | 01          |              |          | [ 234 ]                         |
| Belarus                | 03          |              | 01       | [ 234 ] [ 236 ]                 |
| Brasilien              | 03          |              |          | [ 234 ] [ 236 ]                 |
| Chile                  | 01          |              | 01       | [ 234 ] [ 236 ]                 |
| Deutschland            | 0einstellig | 0zweistellig |          | [ 237 ] [ 236 ]                 |
| Frankreich             | 41          |              | 6        | [ 234 ] [ 236 ] [ 238 ] [ 239 ] |
| Honduras               | 01          |              |          | [ 236 ]                         |
| Irland                 | 01          |              |          | [ 234 ]                         |
| Italien                | 02          |              | 01       | [ 235 ] [ 236 ]                 |
| Kambodscha             | 01          |              |          | [ 234 ]                         |
| Kanada                 | 06          |              | 02       | [ 234 ] [ 236 ]                 |
| Kolumbien              | 01          |              | 01       | [ 234 ] [ 236 ]                 |
| Mexiko                 |             | 02           |          | [ 234 ] [ 235 ]                 |
| Nepal                  | 10          |              | 1        | [ 234 ] [ 236 ]                 |
| Österreich             | 04          |              | 01       | [ 240 ]                         |
| Paraguay               | 0           |              | 02       | [ 234 ] [ 236 ]                 |
| Peru                   | 03          |              | 04       | [ 234 ] [ 236 ]                 |
| Philippinen            | 04          | 01           | 02       | [ 234 ] [ 236 ] [ 241 ]         |
| Portugal               | 04          |              | 02       | [ 234 ] [ 236 ]                 |
| Rumänien               | 05          |              | 01       | [ 234 ] [ 236 ]                 |
| Russland               | 19          | 02           | 07       | [ 234 ] [ 242 ]                 |
| Schweiz                | 01          |              |          | [ 243 ]                         |
| Spanien                | 01          |              | 01       | [ 234 ] [ 236 ]                 |
| Sri Lanka              |             |              | 02       | [ 235 ]                         |
| Südafrika              | 02          |              |          | [ 236 ]                         |
| Tansania               |             |              | 02       | [ 235 ]                         |
| Thailand               | 33          | 54           |          | [ 244 ]                         |
| Türkei                 | 01          |              | 01       | [ 236 ]                         |
| Ukraine                | 18          |              | 0        | [ 234 ] [ 236 ]                 |
| Vereinigte Staaten     | 31          |              | 13       | [ 234 ] [ 236 ]                 |
| Vereinigtes Königreich | 09          |              | 7        | [ 234 ] [ 236 ]                 |
| Volksrepublik China    | 04          |              | 02       | [ 234 ] [ 236 ]                 |

## Bewertung als Kriegsverbrechen und Verbrechen gegen die Menschlichkeit
Hamas-Terroristen und solche anderer bewaffneten palästinensischen Gruppen drangen in Häuser dutzender Dörfer ein, erschossen massenhaft Zivilisten und nahmen zahlreiche Israelis als Geiseln nach Gaza. Laut Human Rights Watch stellen das gezielte Angreifen von Zivilisten, willkürliche Angriffe auf und die Geiselnahme von Zivilisten Kriegsverbrechen nach dem humanitären Völkerrecht dar. Diese Handlungen wurden von Rechtsexperten als Kriegsverbrechen und als vermutliche Verbrechen gegen die Menschlichkeit beschrieben. Auch von der israelischen Regierung wurde der Angriff palästinensischer Gruppen als Kriegsverbrechen eingestuft. Der Schweizer Völkerrechtler Oliver Diggelmann wertete den Großangriff der Hamas auf Israel als „bestialisches Kriegsverbrechen“, bei dem es sowohl Enthauptungen wie beim Islamischen Staat gegeben habe als auch Massaker an Kindern. Die Hamas gab an, mit den Geiselnahmen 5200 bis 6000 Palästinenser, die sie als politische Gefangene bezeichnet, aus israelischen Gefängnissen freipressen zu wollen. Auch der Missbrauch der palästinensischen Zivilbevölkerung als menschliche Schutzschilde gegen die israelische Antiterroroperation stellt gemäß der deutsch-schweizerischen Völkerrechtlerin Anne Peters ein Kriegsverbrechen dar.

### Vergewaltigungen und sexualisierte Gräueltaten der Hamas gegen Frauen
Bereits am 7. Oktober wurden Aufnahmen verbreitet, die auf sexualisierte Gewalt gegen Frauen und Mädchen hinwiesen. Hamas-Terroristen filmten viele ihrer Taten, um die Videos als Instrument psychologischer Kriegsführung einzusetzen. Die Videoaufnahmen der Gewalttaten wurden anschließend in sozialen Medien verbreitet und teilweise direkt mit den Smartphones der Opfer an Familienangehörige versandt. Zu sehen sind Frauen, die missbraucht und wehrlos auf Motorräder gehievt oder auf die Ladeflächen von Trucks geworfen werden. Auch Frauenleichen, die bespuckt werden, sowie von bewaffneten Männern als Trophäen zur Schau gestellte Frauen wurden gezeigt. In einem Video war eine Frau zu sehen, deren Hände mit einem Kabelbinder auf dem Rücken gefesselt waren, mit Blut im Schritt ihrer Hose. Später wurden die Verbrechen und die Art ihrer Ausführung durch Zeugen und Ersthelfer bestätigt. Eine Zeugin berichtete von einer Gruppenvergewaltigung auf dem Nova-Rave-Gelände in der Nähe von Re’im, und Ersthelfer des Freiwilligendienstes Zaka berichteten von Frauenleichen, die deutlich sichtbare Spuren sexueller Gewalt aufwiesen. Eine forensische Mitarbeiterin sagte aus, unter den Leichen zahlreiche Frauen und Mädchen gesehen zu haben, die so vergewaltigt worden seien, dass es „ihre Knochen gebrochen“ habe. Ebenso habe man „amputierte Genitalien gesehen“. In dem später von der Polizei und den Nachrichtendiensten gesammelten Material, darunter Filmaufnahmen von Body Cams der Terroristen, konnte keine visuelle Dokumentation von Vergewaltigungen selbst entdeckt werden.
Die islamistische Terrormiliz Hamas wies Vorwürfe von systematischer sexueller Gewalt gegen Frauen als Kriegsmittel zurück. Der Hamas-Funktionär Basem Naim betonte, dass solche Handlungen den Grundsätzen des Islam widersprächen und als schwerwiegende Verletzung betrachtet würden. Er erklärte, dass die Hamas ihre Kämpfer nicht in solche verbotenen Handlungen involvieren würde. Andere Terrormilizen im Nahen Osten haben Vergewaltigung als Waffe eingesetzt, jedoch behaupteten auch sie, keine sexuelle Gewalt begangen zu haben. Experten betonten, dass erstmals im israelisch-palästinensischen Konflikt systematische Anwendung von Gewalt gegen Frauen festgestellt wurde.
Verhörausschnitte mit Hamas-Terroristen konnten die militärische Anweisung zur Vergewaltigung von Frauen belegen. Laut den Verhöraussagen sollte 10.000 Dollar und eine Wohnung erhalten, wer Geiseln nach Gaza verschleppe. Opfer dieser Gewalt sollen nicht nur jüdische Frauen, sondern auch muslimische und arabische Beduininnen gewesen sein, die von den Tätern als „Verräter“ betrachtet wurden, weil sie auf israelischem Boden lebten.
Der Sozialpsychologe Rolf Pohl äußerte zu den Taten der Hamas am 7. Oktober in einem Interview mit der Süddeutschen Zeitung, dass das Filmen von eigenen Handlungen, insbesondere Vergewaltigungen und Morden, als eine „moderne Variante der Zurschaustellung von Kriegstrophäen, um die eigene Stärke doppelt zu demonstrieren“, betrachtet werden könne.
Die Kriegsreporterin Christina Lamb beschrieb Vergewaltigungen, wie sie beim Terrorangriff der Hamas begangen wurden, als eine Form der Kriegsführung: „Wenn Frauen und Mädchen vergewaltigt werden, demütigt und terrorisiert das den Feind. Es ist außerdem destabilisierend für eine Gesellschaft, wenn sie ihre Frauen und Kinder nicht schützen kann.“ Lamb stellt zudem fest, dass die Berichterstattung zu diesem Thema oft unzureichend sei und diese systematischen Kriegsverbrechen gegen Frauen und Mädchen kaum Beachtung fänden.
Die Rechtswissenschaftlerin und Frauenrechtlerin Ruth Halperin-Kaddari sagte, sie habe „nicht das Ausmaß der Grausamkeit und Brutalität erwartet, von der wir jetzt sehen, dass sie ein bedeutender Teil des Hamas-Massakers war“. Durch den „Einsatz von Frauenkörpern als Kriegswaffe“ habe die Hamas Verbrechen gegen die Menschlichkeit begangen, die einem Völkermord gleichkämen. Zudem schockiere sie das Schweigen der Welt und aller internationalen Frauenrechtsorganisationen; diese zögen es vor, die begangene sexuelle Gewalt „zu verschweigen oder herunterzuspielen“.
Viele internationale Frauenorganisationen ignorierten die sexualisierte Gewalt durch die Hamas. Der UN-Ausschuss für die Beseitigung der Diskriminierung der Frau verurteilte Mitte Oktober lediglich „die Angriffe auf Zivilisten in Israel und den besetzten palästinensischen Gebieten“, ohne die sexuelle Gewalt der Hamas zu erwähnen.
Die israelische Polizei nahm aufgrund der Berichte über massenhafte sexuelle Verbrechen an Frauen Ermittlungen auf. Es seien bisher rund 1500 Zeugenaussagen zu den Vorfällen und 60.000 Videos aus beschlagnahmten Körperkameras von Hamas-Angreifern dokumentiert worden. Daraus werde deutlich, dass die Hamas-Terroristen sexuelle Gewalt systematisch als Kriegswaffe benutzt hätten. Im November veröffentlichte die Organisation Ärzte für Menschenrechte Israel ein erstes Gutachten, dem zufolge es sicher sei, dass sexuelle Gewalt während der Hamas-Angriffe am 7. Oktober weit verbreitet war. Laut Guy Shalev, medizinischer Anthropologe und Direktor der NGO, reichen die Beweise und Berichte aus, „um eine Untersuchung der Vorfälle als Verbrechen gegen die Menschlichkeit zu rechtfertigen“. Die Juristin Cochav Elkayam Levy leitet eine Nichtregierungskommission, die Verbrechen gegen Frauen und Kinder am 7. Oktober untersucht. Die Expertenkommission arbeitet an der Erstellung einer umfassenden Datenbank über den Angriff an diesem Tag, basierend auf den Aussagen von Überlebenden, Zeugen, Gerichtsmedizinern, Ersthelfern, der Polizei und Körperkameras von Hamas-Angreifern sowie den aufgezeichneten Aussagen bei Verhören durch israelische Sicherheitskräfte. Gegenüber der Süddeutschen Zeitung sagte sie: „Wir haben die Expertenkommission am achten Tag des Krieges eingerichtet, weil immer mehr Zeugnisse brutaler Verbrechen gegen Frauen und Kinder ans Licht kamen“. Dabei handele es sich nicht nur um sexualisierte Verbrechen. „Die Organe von Frauen herauszuschneiden, eine Granate im Körper einer Frau zu verstecken, ein Baby vor den Augen seiner Mutter zu töten, oder Mütter vor ihren Kindern, Frauen und Kinder zu entführen – all dies ist geschlechtsspezifische Gewalt“. Viele Berichte seien durch mehrere Quellen verifiziert. Die Juraprofessorin Yifat Bitton sagte, viele der Überlebenden seien zutiefst traumatisiert, und es könnte dauern, bis alle von ihren Erlebnissen sprechen.
Nach Protesten und Kritik äußerte sich UN-Generalsekretär António Guterres erstmals am 29. November in New York auf X zu der sexualisierten Gewalt während der Angriffe. Eine Kommission der UN leitete Untersuchungen ein. Laut Elkayam Levy richtete das „anfängliche Schweigen, das Nichterwähnen, das späte Eingeständnis sexualisierter Gewalt“ bereits Schaden an. Für Überlebende und deren Angehörige sei es „ein zweites Trauma, nicht richtig gehört zu werden“.
Israelinnen prangerten das Schweigen der UN bei Protestveranstaltungen mit dem Slogan „#MeToo.UNless you are a jew“ (deutsch:„Ich auch, es sei denn, du bist Jude“) an. Anfang Dezember 2023 protestierten hunderte Frauen vor dem UNO-Hauptquartier einige Stunden vor einer dort stattfindenden Veranstaltung, die sich laut einer Beschreibung mit „Kriegsverbrechen aufgrund sexueller Gewalt“ der Terrororganisation Hamas während des Angriffs auf Israel am 7. Oktober befasste. Organisiert wurde die Veranstaltung von der israelischen Delegation bei den Vereinten Nationen und mehreren jüdischen Gruppen, nicht von den Vereinten Nationen selbst. Inzwischen liegt ein Bericht der Vereinten Nationen über den Einsatz sexueller Gewalt durch die Hamas vor. Israels Präsident Yitzhak Herzog äußerte sich positiv zu dem Bericht und wies auf die „systematische, vorsätzliche und anhaltende sexuelle Gewalt durch die Hamas“ hin.
Eine zweimonatige Recherche der New York Times erbrachte neue Beweise und belegte, dass die sexualisierte Gewalt von der Hamas gezielt eingesetzt wurde. Die Journalisten konnten mindestens sieben Orte lokalisieren, an denen israelische Frauen und Mädchen teilweise in Gruppen sexuell missbraucht und verstümmelt wurden. Gruppenvergewaltigungen mit gleichzeitiger Folter bis zum Tod wurden geschildert. Viele Leichen seien jedoch aus Respekt gegenüber den Toten nicht im Intimbereich fotografiert und ohne Obduktion so schnell wie möglich beerdigt worden. Laut der Zeitung ist das Vorliegen nur weniger forensischer Beweise bei massenhafter sexueller Gewalt im Kriegskontext nichts Ungewöhnliches.
Am 23. Januar 2024 machte 3sat in seiner Sendung Kulturzeit sexualisierte Kriegsgewalt zum Thema.
Laut einem Bericht der israelischen Vereinigung von Krisenzentren für Vergewaltigungsopfer (ARCCI) vom Januar 2024 umfassten die Übergriffe „sadistische Handlungen brutaler und demonstrativer Art“. Die meisten Opfer seien während oder vor der Vergewaltigung ermordet worden. Zu den Opfern hätten vor allem Frauen, aber auch Kinder und Männer gezählt. Man erwarte von „internationalen Organisationen, klar Stellung zu beziehen“. Der Bericht stellte fest, dass Opfer in manchen Fällen „vor Partnern, Familie oder Freunden vergewaltigt worden“ seien, „um den Schmerz und die Demütigung für alle Anwesenden zu verstärken“. Viele der Leichen seien „mit brutal attackierten Sexualorganen, in die in einigen Fällen Waffen eingeführt worden waren“, aufgefunden worden. In einigen Leichen seien auch Sprengfallen versteckt worden. Sexuelle Gewalt sei vor allem auf dem Nova-Musikfestival geschehen, jedoch ebenso in den attackierten Ortschaften sowie in Militärbasen am Rande des Gazastreifens und in Gefangenschaft der Geiseln.
In einem Bericht der UN-Sonderbeauftragten für sexuelle Gewalt in Konflikten, Pramila Patten, hieß es im März 2024, es gebe „stichhaltige Gründe für die Annahme“, dass sexuelle Gewalt bei dem Überfall der Hamas stattgefunden habe, und zwar an drei Orten: auf dem Nova-Festival, neben einer Autobahn und beim Kibbuz Re’im. Zuvor hatte Pattens Team mehr als 5000 Fotos und 50 Stunden Videomaterial gesichtet und sie selbst mit Überlebenden, Zeugen, Sicherheitskräften und aus der Hamas-Geiselhaft freigelassenen Israelis gesprochen. Es gebe auch „klare und überzeugende Informationen“, wonach Geiseln in der Gewalt der Hamas vergewaltigt wurden. Auf einen Aufruf Pattens an Opfer sexueller Gewalt, die gegen sie verübten Taten zu bezeugen, meldete sich keine Betroffene, was der Bericht sowohl auf deren anhaltendes Trauma als auch auf „mangelndes Vertrauen“ der Opfer in internationale Organisationen wie die UN zurückführt.
Die Politikwissenschaftlerin Muriel Asseburg schrieb 2025, während der Einsatz grausamer Gewalt gegen israelische Zivilisten nicht zuletzt durch die eigenen Aufnahmen von Hamas-Kämpfern gut dokumentiert sei, hätten sorgfältige Recherchen bis dato keine forensischen Belege dafür geliefert, dass sexualisierte Gewalt am 7. Oktober 2023 systematisch von palästinensischen Terroristen eingesetzt worden wäre. Dies festzuhalten, bedeute weder, das erlebte Leid der Opfer von Gewalt in Frage zu stellen, noch abzustreiten, dass es sexualisierte Gewalt gegeben habe. Eine umfassende und unabhängige Untersuchung stehe nach wie vor aus.
Laut der Erziehungswissenschaftlerin und Sozialarbeiterin Friederike Lorenz-Sinai und der Psychologin Marina Chernivsky ermöglicht die Gleichzeitigkeit von Inszenierung und Leugnung „die paradoxe Situation, dass die sexualisierte Gewalt die intendierte terroristische Wirkung entfaltet und zugleich in der öffentlichen Aushandlung de-realisiert und ausgeklammert werden kann“.

### Strafverfolgung
Die israelische Anwältin und Menschenrechtsaktivistin Nitsana Darshan-Leitner reichte Anfang November 2023 Beschwerde beim Internationalen Strafgerichtshof in Den Haag ein. Sie beschrieb Vergewaltigungen, Entführungen, Enthauptungen und das Verbrennen bei lebendigem Leibe. Im Völkerstrafrecht fallen diese Taten in die Kategorie Kriegsverbrechen, und wenn sie vorsätzlich erfolgen, als Verbrechen gegen die Menschlichkeit nach Artikel 7 des Römischen Statuts des Internationalen Strafgerichtshofes. Die Gräueltaten seien gut dokumentiert. Die Terroristen filmten sie live mit Kameras. Anthropologen, Forensiker und Rechtsmediziner des Nationalen Zentrums für Forensische Medizin in Tel Aviv unter der Leitung von Chen Kugel untersuchten die Leichenteile, Knochensplitter und Aschekrümel von Körpern, die sich nicht mehr identifizieren ließen, um Beweise zu sammeln und das Massaker juristisch aufarbeiten zu können. Die Beschwerde richtete sich gegen den militärischen Befehlshaber der Hamas, Mohammed Deif, den stellvertretenden Führer des politischen Hamas-Flügels, Ismail Haniyya, sowie gegen den Generalsekretär des Islamischen Dschihad in Palästina, Ziyad Ruschdi. Die Anwältin und ihre Menschenrechtsorganisation Shurat HaDin forderte einen sofortigen internationalen Haftbefehl gegen die Beschuldigten. Im Zusammenhang mit dem Massaker gingen mindestens drei Beschwerden beim Strafgerichtshof ein, eine im Namen von 24 Familien der 240 nach Gaza Verschleppten und eine von Angehörigen getöteter Festivalbesucherinnen. Deren Anwalt warf der Hamas Völkermord vor. Damit dieser Vorwurf rechtlich greifen könnte, müsste nachgewiesen werden, dass das Ziel der Hamas die Vernichtung des jüdischen Volkes ist.
Für die israelische Anwältin Yael Vias Gvirsman, die die Familie von Shani Louk sowie insgesamt 56 Überlebende, Angehörige von Toten und Geiseln und mehrere Opfer geschlechtsspezifischer Gewalt vor dem Internationalen Strafgerichtshof vertritt, stellen die Gräueltaten vom 7. Oktober einen „systematischen und vorsätzlichen Angriff auf die Zivilbevölkerung mit Mord, Folter und Verstümmelung von verletzlichen und älteren Menschen, kleinen Kindern und Babys“ dar. Der Menschenrechtsrat der Vereinten Nationen nahm ebenfalls Ermittlungen auf, doch wurde den die Opfer behandelnden Ärzten vom israelischen Gesundheitsministerium untersagt, mit dem UN-Menschenrechtsrat zusammenzuarbeiten. Im Juni 2024 gab die Untersuchungskommission des UN-Menschenrechtsrats bekannt, dass sie die Hamas beschuldigt, verschiedene Delikte wie Angriffe auf Zivilisten, Zerstörung und Beschlagnahme von Eigentum des Gegners, Mord und vorsätzliche Tötung begangen zu haben. Am 20. Mai 2024 beantragte Chefankläger Karim Ahmad Khan beim Internationalen Strafgerichtshof einen Haftbefehl für die Hamas-Mitglieder Yahya Sinwar, Mohammed Deif und Ismail Haniyya. Da Haniyya im Juli 2024 durch einen Sprengsatz im Gästehaus der Revolutionsgarden in Teheran getötet wurde, Deif im Juli 2024 nach israelischen Angaben bei einem ihrer Luftangriffe ums Leben kam und Sinwar im Oktober 2024 getötet wurde, sind strafrechtliche Verfahren gegen sie nun obsolet.

## Gespräche und Verhandlungen
Am 9. Oktober berichtete Reuters, dass Katar Gespräche zwischen Israel und der Hamas vermittelte, um die Freilassung weiblicher israelischer Geiseln sicherzustellen, als Gegenleistung dafür, dass Israel 36 palästinensische Frauen und Kinder freilässt. Israel hatte jedoch nicht bestätigt, dass solche Verhandlungen stattfanden. Ein ägyptischer Beamter teilte der Associated Press mit, dass Israel ägyptische Hilfe gesucht habe, um die Sicherheit der von palästinensischen Militanten festgehaltenen Geiseln zu gewährleisten, und dass der ägyptische Geheimdienstchef die Hamas und den Islamischen Dschihad kontaktiert habe, um Informationen einzuholen. Berichten zufolge vermittelten ägyptische Beamte die Freilassung palästinensischer Frauen in israelischen Gefängnissen im Austausch gegen als Geiseln genommene israelische Frauen.
Der US-Außenminister Antony Blinken war zu Gesprächen in Israel, Jordanien, Katar, Bahrain, Saudi-Arabien. Er drängte Katar zur Distanz zur Hamas.

## Reaktionen

### Israel
Staatspräsident Jitzchak Herzog:

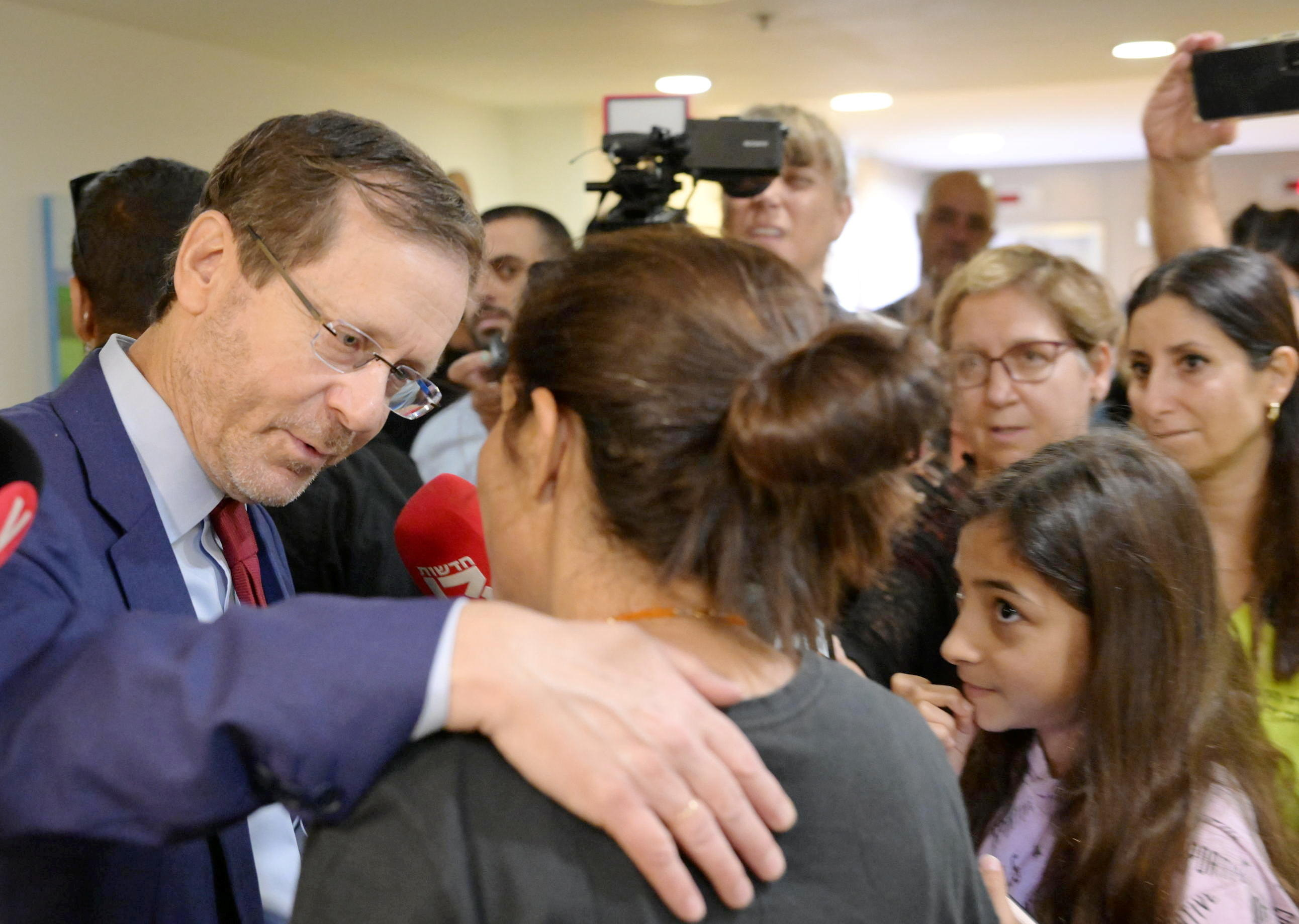
Der israelische Präsident Jitzchak Herzog bei einem Besuch in Maʿale HaChamischa

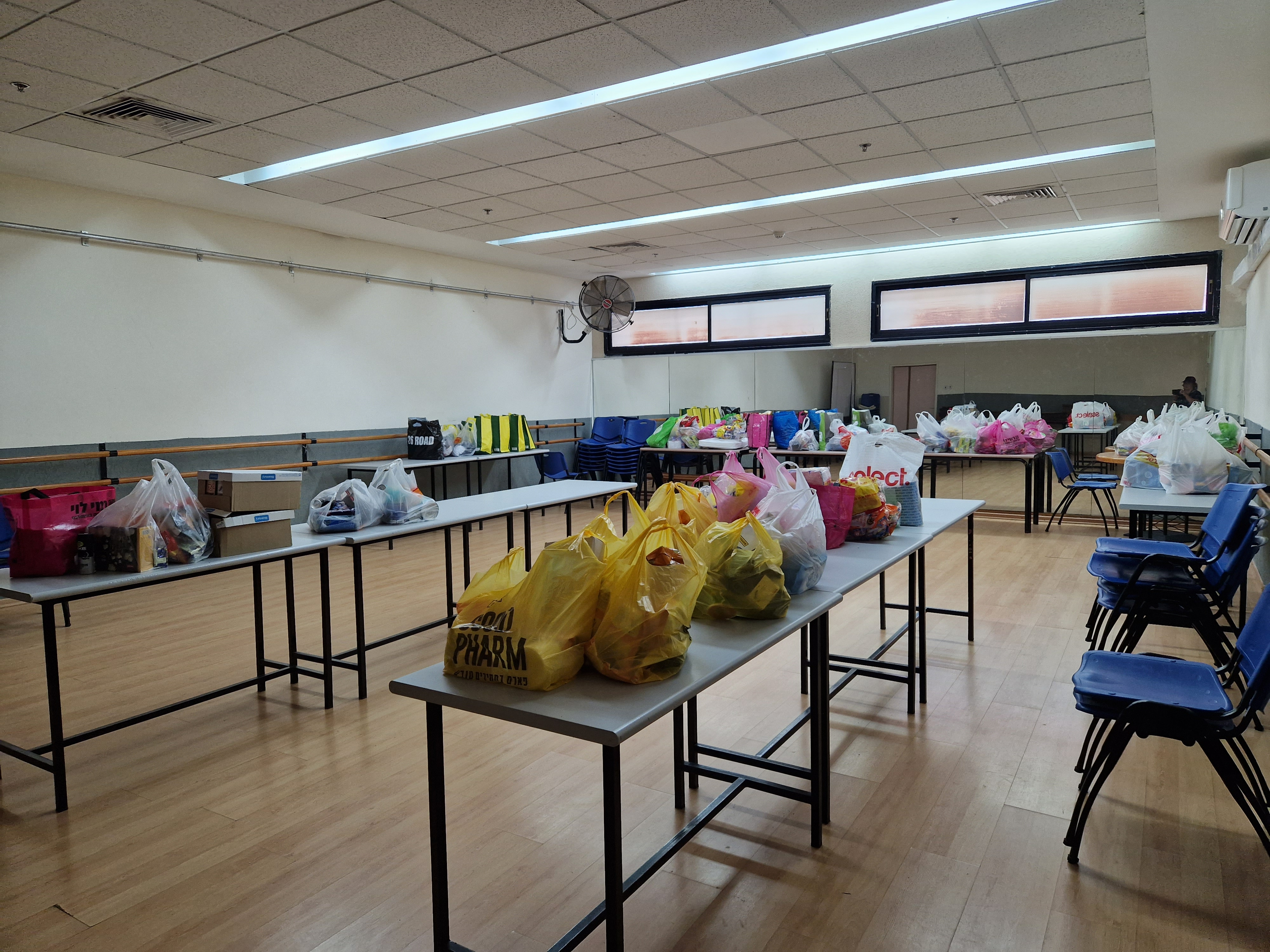
Spendenaktion in Nescher zur Unterstützung der Terroropfer im Süden Israels

„Seit dem Holocaust haben wir nicht mehr erlebt, wie jüdische Frauen und Kinder, Großeltern – sogar Holocaust-Überlebende – in Lastwagen gepfercht und in die Gefangenschaft gebracht wurden. Wir werden mit voller Kraft und unerschütterlichem Engagement handeln, um diese Bedrohung für unser Volk zu beseitigen“

Premierminister Benjamin Netanjahu erklärte in einer TV-Ansprache:

„Bürger Israels, wir sind im Krieg. Und wir werden gewinnen. […] Unser Feind wird einen Preis bezahlen, wie er ihn noch niemals kennengelernt hat.“

Netanjahu und Verteidigungsminister Joaw Galant führten Sicherheitsbewertungen im Hauptquartier der israelischen Streitkräfte (IDF) in Tel Aviv durch. Die IDF erklärte einen „Kriegsbereitschaftszustand“, Galant genehmigte die Mobilisierung von zehntausenden Armeereservisten und rief den Ausnahmezustand im Umkreis von 80 Kilometern um die Grenze zum Gazastreifen aus. Die Hamas habe einen „schweren Fehler“ begangen, so Galant. Bewohner in Gebieten rund um den Gazastreifen wurden gebeten, das Haus nicht zu verlassen, während Zivilisten im Süden und in der Mitte Israels angehalten wurden, in der Nähe von Notunterkünften zu bleiben. Straßen rund um den Gazastreifen wurden von der IDF gesperrt. Auf den Flughäfen in Zentral- und Südisrael wurde der Flugverkehr unterbrochen. Am 9. Oktober 2023 meinte Galant im Zusammenhang mit der kompletten Blockade des Gazastreifens: „Wir kämpfen gegen menschliche Tiere und wir handeln entsprechend.“
Mit zunehmenden Abstand zum Terrorangriff der Hamas wird in Israel auch über (Mit-)Verantwortlichkeit Israels diskutiert. So warf der ehemalige Außen- und Verteidigungsminister in Kabinett Netanjahu, Avigdor Liebermann, diesem vor, für die Katastrophe vom 7. Oktober verantwortlich zu sein. Netanjahu habe die Hamas durch seine Politik gestärkt und dies offen bekundet, beispielsweise in der Fraktionssitzung des Likud am 16. Mai 2019: „Wer einen palästinensischen Staat verhindern will, muss die Hamas unterstützen und stärken“. Auch der ehemalige israelische Ministerpräsident Ehud Barak hält Netanjahu persönlich für verantwortlich am Versagen des 7. Oktober. Der ehemalige israelische Botschafter in Deutschland, Avi Primor, äußerte in einem Interview, dass die Regierung Netanjahu „die Hamas im Gazastreifen sogar unterstützt“ habe, um damit die Fatah zu schwächen.
Im April 2024 wurde bekannt, dass der Direktor des israelischen Militärgeheimdienstes Aman, Aharon Haliva, wegen Fehlern im Zusammenhang mit dem Terrorangriff zurücktritt, sobald ein Nachfolger für ihn gefunden wurde. Im September 2024 kündigte Yossi Sariel, der Befehlshaber der israelischen Überwachungseinheit Unit 8200 nach Abschluss einer ersten Untersuchung seinen Rücktritt an und übernahm öffentlich die Verantwortung für Fehler und Versäumnisse dieser Einheit im Zusammenhang mit dem Terrorangriff.
Als Folge des Terrorangriffs wurde ein Anstieg sogenannter Wiedergutmachungseinbürgerungen in Israel gesehen, bei dem deutschstämmige Israelis nach Artikel 116 des Grundgesetzes für die Bundesrepublik Deutschland die deutsche Staatsangehörigkeit beantragten.

### Palästinensische Autonomiebehörde
Der Präsident der Palästinensischen Autonomiebehörde (PA), Mahmud Abbas, erklärte am 7. Oktober gegenüber US-Außenminister Antony Blinken, das Unrecht an den Palästinensern treibe den Konflikt mit Israel zu einer „Explosion“. Im November 2023 erklärt er seine Absicht, eine Zweistaatenlösung anzustreben und in dem Rahmen wieder die Regierung des Gazastreifens zu übernehmen. Die USA forderten zu diesem Zeitpunkt, dass die PA in die Diskussion über die Zukunft des Gazastreifens einbezogen werden sollen. Teile der palästinensischen Bevölkerung fordern den Rücktritt von Abbas, der seit über 18 Jahren nicht mehr durch legitime Wahlen in sein Amt gewählt wurde. Eine in der ersten Novemberwoche 2023 unter der palästinensischen Bevölkerung von einem in Ramallah ansässigen Institut durchgeführte Umfrage zum Terrorangriff („military operation“) ergab eine Zustimmung von 75 % gegenüber 13 % Ablehnung bei 11 % neutraler Einstellung. In der Diskussion um die zukünftige Entwicklung des Gazastreifens lehnte der israelische Regierungschef Netanjahu eine Beteiligung der PA ab. Das Küstengebiet dürfe nicht unter Kontrolle einer Behörde stehen, „die ihre Kinder dazu erzieht, Israel zu hassen, Israelis zu töten und den Staat Israel auszulöschen“.

### Palästinensische Bevölkerung
Laut einer Umfrage des Palestinian Center for Policy and Survey Research (PCPSR, arabisch المركز الفلسطيني للبحوث السياسية والمسحية), die vom 22. November 2023 bis 2. Dezember 2023 im Gazastreifen und im Westjordanland stattfand, gaben über 90 Prozent der Befragten an, die Hamas habe in Israel keine Gräueltaten verübt, wie sie in Videos und durch Aussagen Überlebender belegt sind; über 85 Prozent gaben an, sie hätten keine solchen Videos gesehen. Während im Westjordanland 82 Prozent die Entscheidung der Hamas zur Durchführung des Angriffs guthießen, waren es im direkt betroffenen Küstenstreifen nur 57 Prozent. Dass Israel sein Kriegsziel der Zerstörung der Hamas erreichen könnte, glauben indes nur 1 Prozent der Befragten im Westjordanland und 17 Prozent im Gazastreifen. Während 95 % glauben, dass Israel im aktuellen Krieg Kriegsverbrechen begangen habe, sind nur 10 % der Meinung, dass auch die Hamas solche Verbrechen begangen habe; 4 % sind der Meinung, dass Israel solche Verbrechen nicht begangen habe, und 89 % sind der Meinung, dass die Hamas im aktuellen Krieg keine Kriegsverbrechen begangen habe. 34 % befürworteten und 64 % lehnten die Idee einer Zwei-Staaten-Lösung ab. Vor drei Monaten unterstützten unwesentlich weniger, nämlich 32 %, eine Zwei-Staaten-Lösung. Die Unterstützung für die Hamas hat sich im Westjordanland im Vergleich zu vor drei Monaten mehr als verdreifacht, liegt aber immer noch unter 50 Prozent. Im Gazastreifen nahm die Unterstützung für die Hamas unwesentlich (von 38 auf 42 Prozent) zu. Bei der Umfrage wurden 750 Bewohner des Westjordanlandes und 481 des Gazastreifens befragt.

### Internationale Reaktionen

#### Internationale Organisationen

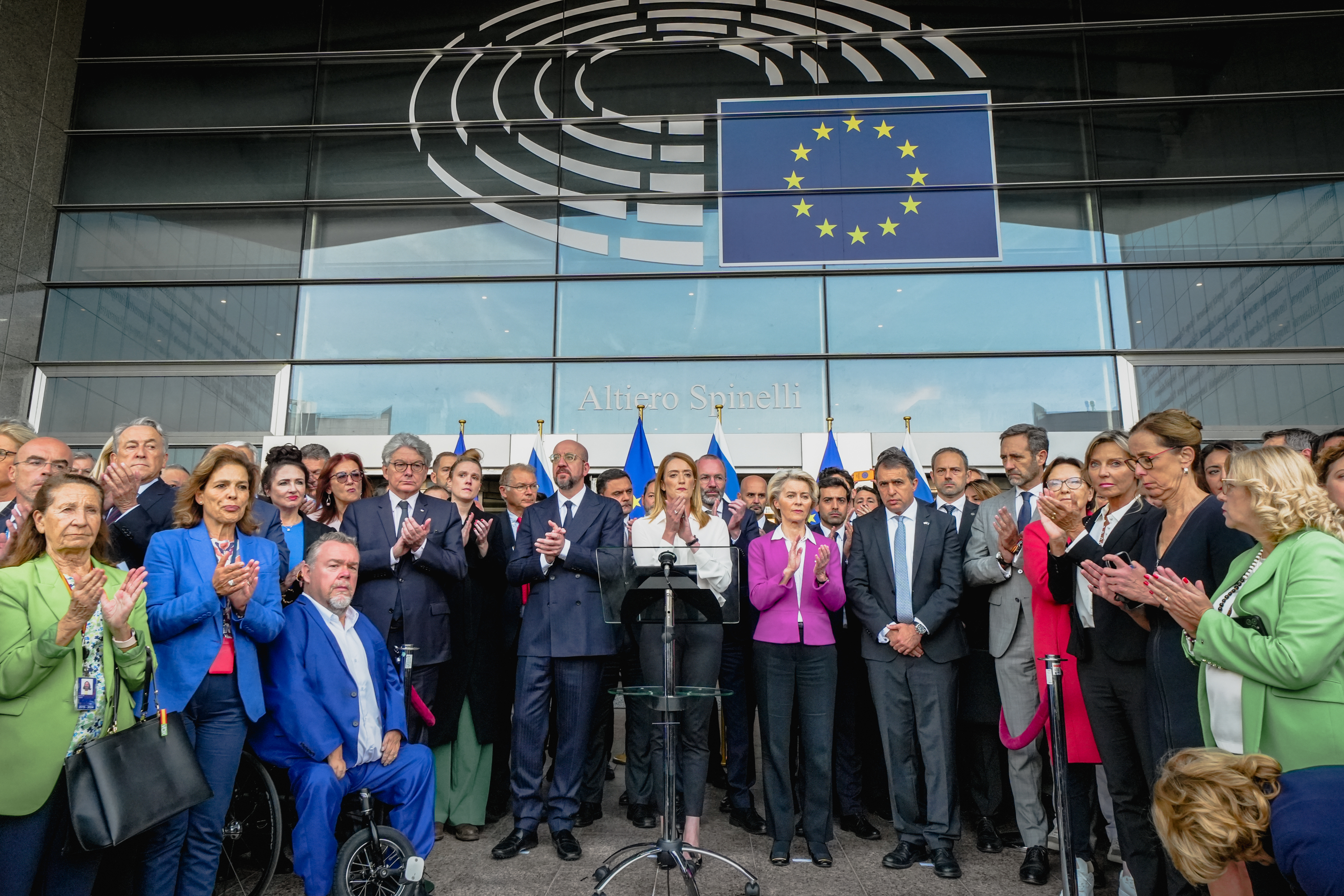
Solidaritätsbekundung mit den Opfern des Terroranschlags vor dem Europäischen Parlament in Brüssel, in Anwesenheit von Roberta Metsola (Präsidentin des Europäischen Parlaments), Ursula von der Leyen (Präsidentin der Europäischen Kommission) und Charles Michel (Präsident des Europäischen Rates) am 11. Oktober 2023

António Guterres, der Generalsekretär der Vereinten Nationen, verurteilte mehrmals den Angriff der Hamas, sagte aber auch, die Terrorangriffe erfolgten „nicht im luftleeren Raum“; das Volk der Palästinenser habe „eine 56-jährige Geschichte erdrückender Besatzung hinter sich“. Es habe mit ansehen müssen, wie das Westjordanland „immer wieder von Siedlungen verschlungen wurde, es war Gewalt ausgesetzt, seine Wirtschaft wurde abgewürgt und seine Häuser wurden zerstört“, aber das Leid der Palästinenser „kann nicht den widerwärtigen Angriff der Hamas rechtfertigen.“ Guterres forderte „diplomatische Anstrengungen um einen größeren Flächenbrand zu verhindern“.
Der Sicherheitsrat der Vereinten Nationen wurde auf Verlangen der nichtständigen Mitglieder Malta und Vereinigte Arabische Emirate zu einer nichtöffentlichen Dringlichkeitssitzung am 8. Oktober einberufen. In den „geschlossenen Konsultationen“ (Consultations of the whole) stand die Lage im Nahen Osten auf der Tagesordnung. Neben den 15 Ratsmitgliedern waren anders als bei öffentlichen Sitzungen keine weiteren Staaten – auch nicht die in den Konflikt involvierten – als Beisitzer zugelassen. Als Berichterstatter fungierte der UN-Sonderkoordinator für den Nahost-Friedensprozess, Tor Wennesland. Der Großangriff wurde in dem Gremium durch eine Mehrheit verurteilt, aber es kam zu keiner einstimmigen Beschlussfassung.
Die Sonderbeauftragte des Menschenrechtsrat der Vereinten Nationen für Israel und die besetzten Gebiete, Francesca Albanese, stellte den Ausbruch der Gewalt in den Kontext des andauernden Konfliktes und betonte die Rolle der Militärherrschaft Israels über den Gazastreifen für die Aggression von palästinensischer Seite: „Die heutige Gewalt muss im Kontext gesehen werden. Fast sechs Jahrzehnte feindseliger Militärherrschaft über eine ganze zivile Bevölkerungsgruppe (welche von allzu vielen offiziellen Erklärungen und Medien unverständlicherweise ignoriert wird) sind an sich schon eine Aggression und das Rezept für mehr Unsicherheit für alle.“
Die Präsidentin der Europäischen Kommission, Ursula von der Leyen, nannte die Angriffe „Terrorismus in seiner verabscheuungswürdigsten Form“. Der Sitz der Kommission wurde am Abend des Überfalls mit der Flagge Israels angestrahlt. Die Europäische Union verkündete am 9. Oktober als Reaktion auf die Ereignisse die Aussetzung aller Hilfsgeldzahlungen nach Gaza. Den Worten des Kommissar für Erweiterung und Europäische Nachbarschaftspolitik, Olivér Várhelyi, zufolge werden „alle Zahlungen sofort ausgesetzt. Alle Projekte werden überprüft.“ Diese Entscheidung wurde jedoch auf Druck mehrerer Mitgliedstaaten der Europäischen Union einen Tag später wieder zurückgenommen.
Die Außenminister der 22 Mitgliedstaaten der Arabischen Liga trafen sich am 11. Oktober in Kairo zu einer Dringlichkeitssitzung. Es wurde ein sofortiger Stopp der israelischen Angriffe auf Gaza gefordert. In einer Abschlusserklärung wurde die Notwendigkeit betont, den Friedensprozess wiederzubeleben. Sie rief beide Seiten dazu auf, die Waffen ruhen zu lassen. „Wir verurteilen das Töten von Zivilisten auf beiden Seiten. Unbeteiligte müssen, wie es die menschlichen Werte und das internationale Recht verlangen, geschützt werden. Alle Gefangengenommen und entführten Zivilisten müssen freigelassen werden“ hieß es unter anderem in der Abschlusserklärung.
Die Organisation für Islamische Zusammenarbeit verurteilte die anhaltende israelische Militäraggression gegen die Palästinenser und bekräftigte, dass die fortgesetzte Besetzung die Ursache der Instabilität sei.
WHO-Chef Tedros Adhanom Ghebreyesus forderte, das Internationale Komitee vom Roten Kreuz (IKRK) solle sofort Zugang zu den aus Israel entführten Geiseln erhalten. Er forderte außerdem die sofortige Freilassung aller Geiseln, die im Zuge des Terrorangriffs der islamistischen Hamas Anfang Oktober verschleppt worden waren.

#### Staaten im Nahen Osten
„Will man uns sagen, dass es falsch ist, eine Familie, eine ganze Familie, von Angesicht zu Angesicht zu erschießen – aber sie zu Tode zu bombardieren ist okay? Ich finde, es gibt hier eine eklatante Doppelmoral.“

Saudi-Arabien veröffentlichte eine Erklärung, in der es zu einem „sofortigen Stopp“ der „Eskalation“ aufrief. Das saudi-arabische Außenministerium bekräftigte außerdem seine „wiederholten Warnungen [an Israel] über die Gefahr einer Verschärfung der Situation infolge der anhaltenden Besetzung und Entziehung der legitimen Rechte des palästinensischen Volkes sowie der Wiederholung systematischer Provokationen gegen die Unverletzlichkeit Palästinas“. Ägypten rief dazu auf, „größtmögliche Zurückhaltung zu üben und die Zivilbevölkerung keiner weiteren Gefahr auszusetzen“. Ägyptische Fernsehsender berichteten, dass der Geheimdienst alle Kontakte mit der Hamas und anderen Terrorgruppen gekappt habe. Die Türkei und die Vereinigten Arabischen Emirate forderten die Konfliktparteien zur „Waffenruhe“ und zur „Zurückhaltung“ auf. In einem weiteren Statement zeigten sich die Emirate „entsetzt über Berichte, wonach israelische Zivilisten als Geiseln aus ihren Häusern verschleppt wurden“. Die türkische Staatsführung bot sich als Vermittler an und brachte ihre Ansicht zum Ausdruck, dass die Zweistaatenlösung der einzige friedliche Weg im Nahen Osten ist. Auch Bahrain verurteilte die Angriffe und Geiselnahmen der Hamas. Zudem forderte das Land zusammen mit Jordanien die internationale Gemeinschaft auf, für Deeskalation zu sorgen. Ein Frieden im Nahen Osten ist nach Einschätzung von Jordaniens König Abdullah II nur möglich, wenn ein unabhängiger Palästinenser-Staat neben Israel entsteht. Eine Zweistaatenlösung sei die einzige Option, sagt der Monarch.
Der Iran gab an, er sei am Angriff unbeteiligt, begrüßte jedoch die Attacke auf Israel. „Wir beglückwünschen die palästinensischen Kämpfer“, sagte Rahim Safawi, ein Berater von Irans geistlichem und staatlichem Oberhaupt Ali Chamenei, der halbstaatlichen Nachrichtenagentur Insa. Die Republik werde ihnen bis zur Befreiung Palästinas und Jerusalems beistehen. Chameini selbst sagte: „Dieses Krebsgeschwür wird, so Gott will, durch das palästinensische Volk und die Widerstandskräfte in der gesamten Region endgültig ausgerottet werden.“ Die libanesische Hisbollah-Miliz bezeichnete den Hamas-Angriff auf Israel als Zeichen gegen eine Normalisierung der Beziehungen mit Israel. Der Hamas-Angriff sei eine „entschlossene Antwort auf Israels anhaltende Besatzung und eine Botschaft an diejenigen, die eine Normalisierung mit Israel anstreben“, teilte die Islamistenmiliz in einer Erklärung mit. Sie verfolge die Lage im Gazastreifen genau und stehe in „direktem Kontakt mit der Führung des palästinensischen Widerstands“. Ein Hisbollah-Kommandeur im Südlibanon sagte laut einem Bericht im Spiegel allerdings, alle in der Bewegung seien vom bestialischen Gemetzel der Attentäter angewidert gewesen. „So was machen wir Schiiten nicht. Wir erschießen unsere Feinde.“ sagte er, zudem auch „Und jetzt müssen wir sie verteidigen“. Katar und Kuwait sahen die Schuld für die Eskalation bei Israel. Die Angriffe der Hamas seien die Folge der jahrzehntelangen „systematischen Unterdrückung“ durch die „zionistische Besatzungsbehörde“, heißt es auch in einer Erklärung der irakischen Regierung. Weniger zustimmend zeigten sich Teile der iranischen Bevölkerung.

#### Westliche Staaten

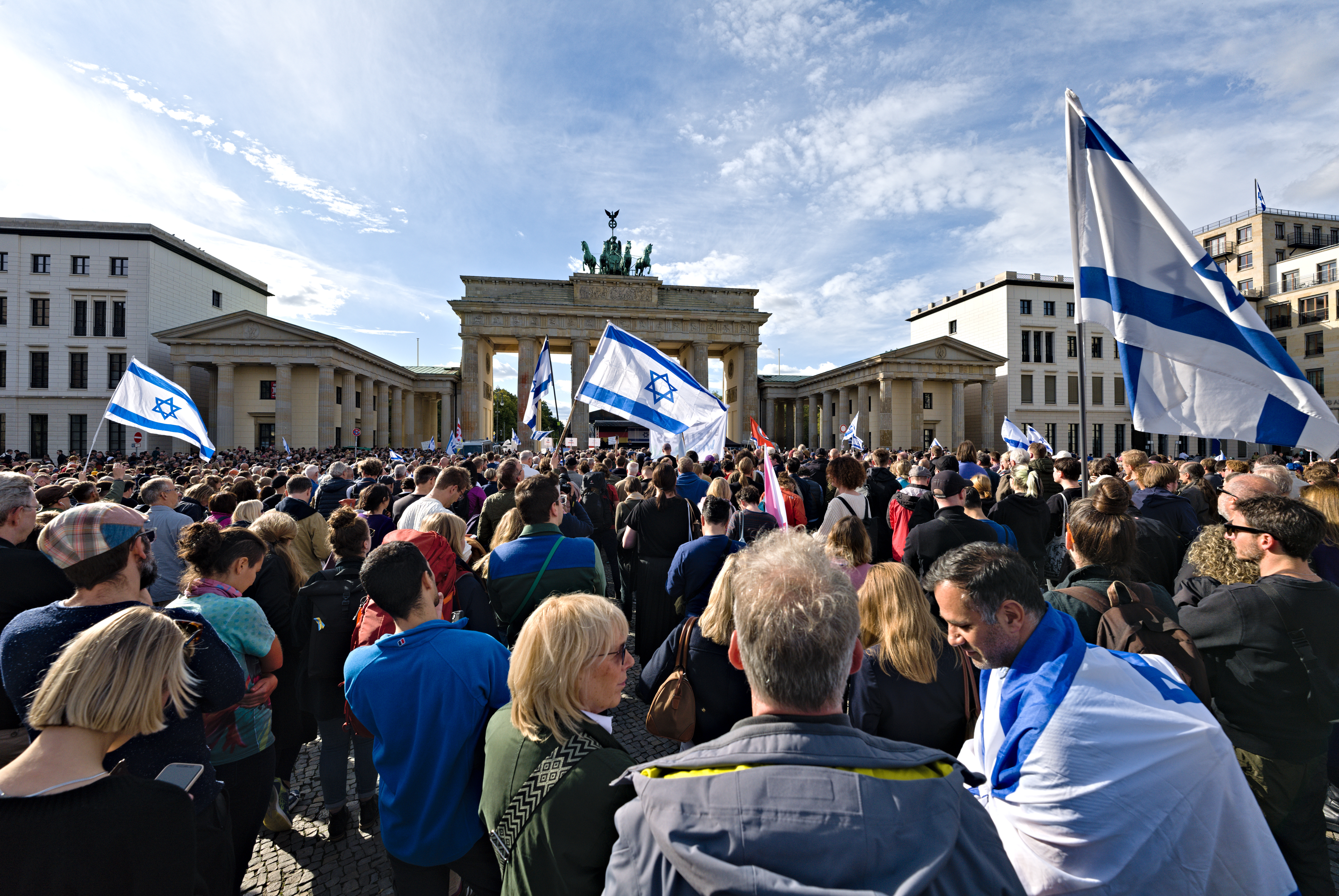
Solidaritätskundgebung mit Israel auf dem Pariser Platz in Berlin

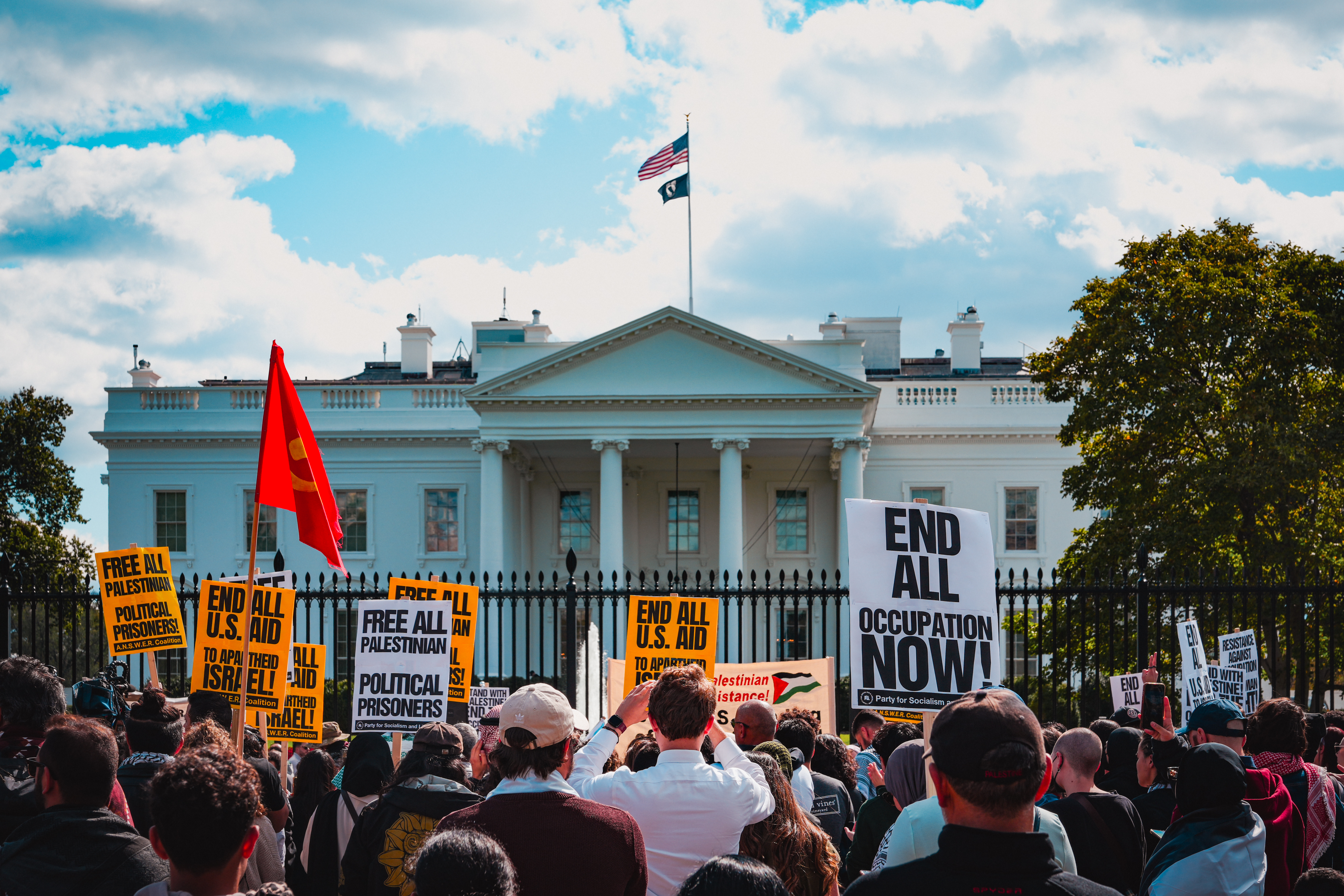
Pro-palästinensische Demonstration vor dem Weißen Haus

Der deutsche Bundeskanzler Olaf Scholz (SPD) und die deutsche Bundesaußenministerin Annalena Baerbock (Grüne) verurteilten den Angriff der Hamas. Baerbock unterstrich das „völkerrechtlich verbriefte Recht, sich gegen Terror zu verteidigen.“ Am Abend des Überfalls wurde das Brandenburger Tor zum Zeichen der Solidarität mit der Flagge Israels illuminiert. Am Tag nach dem Angriff wurde auf wichtigen Gebäuden des Landes wie dem Kanzleramt, dem Schloss Bellevue, dem Bundestag, dem Sitz des Außenministeriums sowie dem Abgeordnetenhaus von Berlin die israelische Flagge gehisst. Noch am Tag des Überfalls wurde die Sicherung jüdischer Einrichtungen in Deutschland erhöht. Michael Roth (SPD), Vorsitzender des Auswärtigen Ausschusses des Deutschen Bundestages, forderte in Anbetracht der erwarteten militärischen Reaktion Israels, „dass die deutsche Öffentlichkeit jetzt lernen müsse, schlimme Bilder zu ertragen, wenn die israelische Armee die komplette Infrastruktur der Terrororganisation Hamas vernichten werde. Und auch im Angesicht dieser Bilder trotzdem solidarisch das israelische Vorgehen unterstützt“. Scholz wurde für ein Treffen mit dem Emir von Katar Tamim bin Hamad Al Thani kritisiert, da Katar die Hamas unterstützt. Auch die seit der globalen Energiekrise 2021 bis 2023 intensivierten Öl- und Gasgeschäfte zwischen Deutschland und Katar wurden in diesem Zusammenhang kritisiert.
Auf der Sonnenallee in Berlin-Neukölln feierten am 7. Oktober spontan mehrere Dutzend Anhänger der Samidoun (Solidaritätsnetzwerk für palästinensische Gefangene) den Angriff und verteilten dabei Süßgebäck (Baklava) an Passanten. Die Polizei schritt schließlich dagegen ein und die Justiz nahm Ermittlungen gegen drei Personen wegen „Belohnung und Billigung von Straftaten“ auf. Bundeskanzler Olaf Scholz verurteilte pro-palästinensische Freudenfeiern und bekräftigte: „Die Sicherheit Israels ist deutsche Staatsräson.“
Am 8. Oktober fand am Brandenburger Tor eine Solidaritätsdemonstration für Israel statt, an der 2000 Personen teilnahmen. Am 11. Oktober fand am Hermannplatz, am Richardplatz und in den umliegenden Straßen in Berlin-Neukölln eine von der Polizei verbotene, israelfeindliche Demonstration mit mehreren Hundert Teilnehmern statt. Die Polizei löste die Demonstration auf, erfasste die Personalien der Teilnehmer und nahm mehr als 100 Teilnehmer kurzzeitig fest.
In einem Offenen Brief für Frieden und Meinungsfreiheit forderten über 100 in Deutschland lebende jüdische Kunstschaffende und Wissenschaftler Frieden und Meinungsfreiheit, auch für pro-palästinensische Stimmen.
In diversen britischen Städten (darunter London, Manchester und Brighton) und schwedischen Städten (darunter Malmö, Stockholm, Kristianstad, Helsingborg) sowie in einem Flüchtlingsaufnahmelager auf der griechischen Insel Samos bejubelten muslimische Gruppen die Attacken auf Israel. Einer pro-palästinensischen Großdemonstration in London am 21. Oktober wohnten nach Angaben der britischen Polizei bis zu 100.000 Teilnehmer bei.
Aus Südafrika sowie Barcelona, Washington, New York, Chicago, Ottawa und Sydney wurde über Solidaritätsaktionen mit Palästina oder über Feiern berichtet. Alan Posener wies in der Welt darauf hin, dass die Bezeichnung „pro-palästinensisch“ für Demonstrationen von Unterstützern der Hamas verharmlosend sei.
Die deutsche Bundesregierung setzte ihre staatlichen Finanzhilfen für Palästinenser vorübergehend aus und stellte sie auf den Prüfstand. Im Gazastreifen sind ansonsten diverse Hilfsorganisationen aktiv: Islamic Relief, das Deutsche Rote Kreuz, die Internationale Rotkreuz- und Rothalbmond-Bewegung, Aktion Deutschland Hilft, Ärzte ohne Grenzen, SOS-Kinderdorf, Medico international sowie Save the Children.
Polens Präsident Andrzej Duda warnte, dass die Eskalation zwischen der Hamas und Israel Russland zugutekommen könnte. Sie lenke die internationale Aufmerksamkeit vom russischen Krieg gegen die Ukraine ab und könne zu einem neuen Migrationsdruck auf Europa durch weitere Flüchtlinge aus dem Nahen Osten führen.
Auch die Ukraine, Frankreich, Spanien, das Vereinigte Königreich und die Vereinigten Staaten verurteilten die Angriffe. Das US-Verteidigungsministerium kündigte darüber hinaus an, Israel Mittel zur Verteidigung bereitzustellen. Der ukrainische Präsident Wolodymyr Selenskyj warf auf X Moskau zudem vor, im Nahen Osten einen Krieg lostreten zu wollen, warnte vor der Gefahr eines Weltkriegs und zog eine Verbindung zu „Moskaus iranischen Freunden“. Bereits zuvor hatte er in einer Videoansprache erklärt, dass Israel von einer „Terrororganisation“ und die Ukraine von einem „Terrorstaat“ angegriffen würden.
Spanien und Irland sprachen sich gegen eine Aussetzung der Unterstützung für die Palästinenser seitens der EU aus.
Daraufhin postete Janez Lenarčič, Kommissar für humanitäre Hilfe und Krisenschutz, auf X:

„Während ich den Terroranschlag von Hamas am stärksten verurteile, ist es unerlässlich, Zivilisten zu schützen und die IHL (humanitäres Völkerrecht) zu respektieren. Die humanitäre Hilfe der EU an Palästinenser in Not wird so lange wie nötig fortgesetzt.“

In der Schweiz wurde am 13. Oktober verkündet, dass die Hamas in der Schweiz als Terrororganisation verboten werden soll.

#### Weitere Staaten

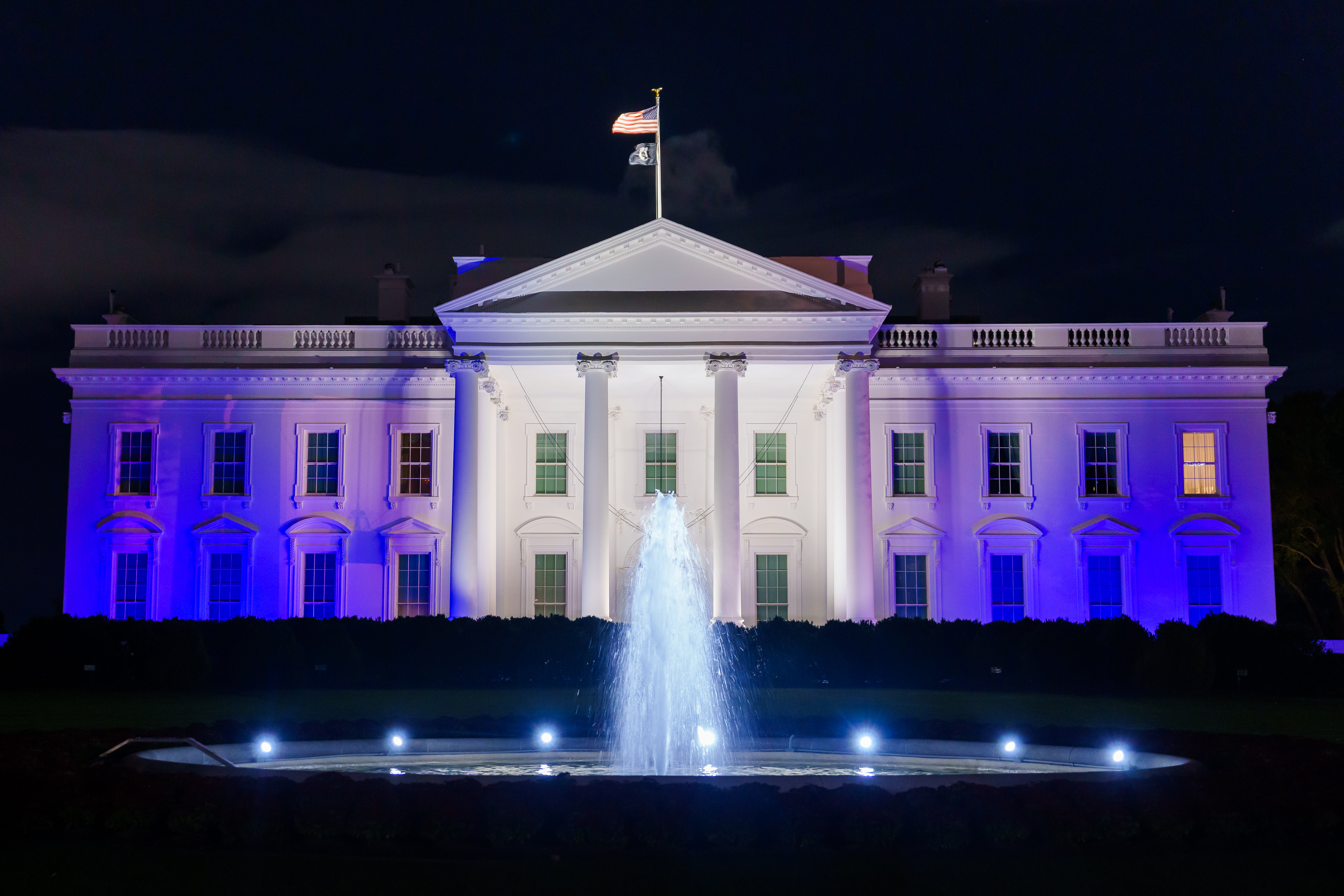
Das Weiße Haus in Washington in den Farben Israels

Laut israelischem Außenministerium haben 80 Staaten ihre Solidarität mit Israel geäußert und den Angriff der Hamas verurteilt. Die Volksrepublik China forderte ein Ende der Gewalt und erinnerte an ihre Haltung zum Nahostkonflikt, dass der einzige Weg zur Beilegung die Umsetzung der Zweistaatenlösung sei. Indiens Premierminister Narendra Modi drückte die Solidarität seines Landes mit Israel aus. Japans Premierminister Fumio Kishida verurteilte den Angriff, rief aber alle Parteien zur Zurückhaltung auf. Brasilien, das zum Zeitpunkt des Angriffes den Vorsitz im UN-Sicherheitsrat innehatte, verurteilte die Angriffe der radikal-islamischen Hamas auf Israel und berief eine Dringlichkeitssitzung in jenem Rat ein. Pakistan und Russland forderten die Konfliktparteien zu einer „Waffenruhe“ und zur „Zurückhaltung“ auf. Der russische Außenminister Sergei Lawrow beschuldigte die USA, die Verantwortung für den Angriff zu tragen; Präsident Wladimir Putin nannte den Angriff ein „klares Beispiel für das Scheitern der Politik der USA im Nahen Osten“. Laut Mitteldeutschem Rundfunk sieht Moskau in dem Terrorangriff die Chance, seine internationale Isolierung aufgrund des Angriffskriegs gegen die Ukraine aufzubrechen, denn Russland habe eigene Kontakte zur Hamas und sei ebenso ein enger Verbündeter von deren Hauptunterstützer Iran. Das Büro des tunesischen Präsidenten Kais Saied äußerte in einer Stellungnahme am 8. Oktober, dass die Palästinenser das Recht hätten, ihr besetztes Land zurückzuerobern.

### Solidaritätsbekundungen einzelner Staaten nach dem Terrorangriff

#### Solidaritätsbekundungen von Staaten mit Israel
Viele Staaten setzten nach dem Terrorangriff der Hamas vom 7. Oktober 2023 ein Zeichen für ihre Unterstützung Israels an markanten Bauwerken oder Regierungsgebäuden:
- Europäische Union: Der Sitz der Europäischen Kommission wurde am Abend des Überfalls mit der Flagge Israels angestrahlt und am Europäischen Parlament wurde die israelische Flagge zwischen den Flaggen der Europäischen Union gehisst.[383]
- Albanien: Auf das Gebäude der Polytechnischen Universität Tirana wurde die israelische Flagge projiziert.[384]
- Argentinien: Einige Gebäude in Buenos Aires leuchteten in Blau.[385]
- Australien: Das Sydney Opera House in Sydney und die Story Bridge in Brisbane wurden in den israelischen Farben beleuchtet.[386][387]
- Brasilien: Der Nationalkongress in Brasília wurde mit der israelischen Flagge beleuchtet.[388]
- Bulgarien: Das Parlament in Sofia wurde mit der israelischen Flagge beleuchtet.[383]
- Deutschland: Die israelische Flagge wurde auf das Brandenburger Tor projiziert.[383]
- Frankreich: Der Pariser Eiffelturm leuchtete in den Farben Israels und ein Davidstern wurde auf das Gebäude projiziert.[389]
- Georgien: Der Fernsehturm Tiflis leuchtete in den israelischen Farben.[390]
- Italien: Die israelische Flagge wurde auf den Palazzo Chigi in Rom und den Palazzo della Regione Liguria in Genua projiziert.[391][392]
- Kanada: Auf den Peace Tower des Parlaments wurde die israelische Flagge projiziert.[393]
- Litauen: Das Rathaus Vilnius wurde in den israelischen Farben beleuchtet.[394]
- Moldau: In Chișinău wurde das Parlamentsgebäude mit der Flagge Israels angestrahlt.
- Montenegro: Die israelische Flagge wurde auf das Parlamentsgebäude in Podgorica projiziert.[395]
- Niederlande: In Den Haag wurde die israelische und niederländische Flagge zusammen gehisst.[396]
- Österreich: Die israelische Flagge wurde auf dem Österreichischen Parlament gehisst und auf die Außenfassade projiziert.[397]
- Paraguay: Der Regierungspalast Palacio de López wurde mit den Farben der israelischen Flagge bestrahlt.[398]
- Polen: Der Kulturpalast in Warschau wurde mit den israelischen Farben beleuchtet.[399]
- Rumänien: Die israelische Flagge wurde auf den Parlamentspalast in Bukarest projiziert.[400]
- Schweden: Der Glasturm auf dem Sergels torg leuchtete in den israelischen Farben und in Stockholm wurde die israelische Flagge gehisst.[401]
- Schweiz: In der Schweiz wehte am Basler Rathaus die Flagge Israels.[402]
- Slowakei: Die israelische Flagge wurde auf die Burg Bratislava projiziert.[403]
- Spanien: Die Hauptfassade der Casa de Correos wurde in den israelischen Farben beleuchtet.[385]
- Südafrika: In Johannesburg wurde das Ponte-City-Hochhaus mit der Flagge Israels angestrahlt.
- Tschechien: Der Aussichtsturm Petřín leuchtete in Blau.[404]
- Ukraine: Elektronische Werbeflächen in Kiew zeigten die israelische Flagge.[383]
- Ungarn: Die Kettenbrücke in Budapest wurde in den israelischen Farben beleuchtet.[405]
- Vereinigtes Königreich: Auf das Haus 10 Downing Street wurde die israelische Flagge projiziert und der Westminsterpalast leuchtete in den israelischen Farben.[383][406]
- Vereinigte Staaten: In mehreren Städten wurden Gebäude in den israelischen Farben angestrahlt, unter anderem das Weiße Haus in Washington, D.C. und das Empire State Building in New York City.[407]

#### Solidaritätsbekundungen von Staaten mit Palästina
Einige Staaten setzten nach dem Terrorangriff der Hamas vom 7. Oktober 2023 für Palästina bzw. für Israel und Palästina ein Zeichen der Solidarität:
- Katar: Das Emirat beleuchtete nachts das Museum für Islamische Kunst in Doha mit der Flagge Palästinas.[408]
- Kuba: Die kubanische Regierung äußerte, dass der Konflikt eine Folge von 75 Jahren permanenter Verletzung der unveräußerlichen Rechte des palästinensischen Volkes und der aggressiven und expansionistischen Politik Israels sei.[409]
- Venezuela: Die Regierung unter Nicolás Maduro forderte ein schnelles Ende der Gewalt und forderte Israel auf, sich an die Resolution 2334 des UN-Sicherheitsrates zu halten. Gleichzeitig bekundete der venezolanische Außenminister seine Sorge über die aktuellen Entwicklungen im Gazastreifen.[410]

## Mediale Diskussion des Angriffs
Vielfach wurde der Angriff aufgrund der Dimension des Terrors als ein „9/11-Moment für die Geschichte Israels“ angesehen. Im israelischen Fernsehen wird der Tag auch als „Gamechanger“ bezeichnet. Der jetzige Krieg müsse anders sein als die früheren und ein klares Ziel haben. Israel werde einen wie auch immer formulierten „Sieg“ erzielen „müssen“, schätzte Israelexperte Richard C. Schneider die Lage ein.
Zu einer ähnlichen Einschätzung kommt der Journalist Mathieu von Rohr, Leiter des Spiegel-Auslandsressorts: „Die Bilder von palästinensischen Kämpfern in israelischen Ortschaften sind schockierend: Der palästinensischen Hamas ist damit ein militärischer Terrorangriff in einem ungekannten Ausmaß gelungen. Psychologisch ist das am ehesten vergleichbar mit dem Überraschungsangriff der Araber auf Israel am Jom-Kippur-Tag am 6. Oktober 1973 – also fast auf den Tag genau vor 50 Jahren. Dass der Hamas ein solcher Angriff gelingen konnte, der vermutlich Monate der Vorbereitung erforderte, ist ein enormes Versagen der israelischen Geheimdienste und Sicherheitskräfte unter der Regierung von Benjamin Netanjahu. Die Folge wird zweifellos ein umfassender Krieg Israels gegen die Hamas in Gaza sein.“ Der Spiegel bezeichnete den überraschenden Angriff der Hamas in einem weiteren Artikel auch als „Pearl Harbor von Israel“.
Ulrich von Schwerin (Neue Zürcher Zeitung) kommentierte, dass die Hamas diesen massiven Angriff unternommen habe und eine massive Reaktion Israels in Kauf nehme, um eine Normalisierung der Beziehungen zwischen Israel und Saudi-Arabien zu verhindern. Hamas hätte durch diese Annäherung politisch viel zu verlieren. Das Leid der palästinensischen Bevölkerung sei Teil ihres Kalküls: „Wenn es in Gaza zu Häuserkämpfen kommt und Tausende Palästinenser sterben, wird an eine Annäherung mit den Saudi tatsächlich auf absehbare Zeit nicht mehr zu denken sein.“
Der britische Journalist Peter Beaumont meinte im The Guardian, dass der Angriff als ein Versagen des israelischen Geheimdienstes für die Ewigkeit in Erinnerung bleiben werde, da die israelische Regierung die Vorbereitungen nicht vorher entdeckt habe. Der israelische Journalist Yoav Limor schrieb bei Jewish News Syndicate, dass die Hamas den Angriff über viele Monate, vielleicht sogar Jahre, minutiös geplant habe. Die Hamas habe den falschen Eindruck erweckt, dass sie sich von einem direkten Angriff auf Israel abschrecken ließe. Israel habe ihr das abgekauft und sich das Paradigma zu eigen gemacht, dass die Hamas von einem Totalangriff absehen würde. Ein BBC-Bericht befasste sich mit ebenfalls der Frage des Versagens der Nachrichtendienste und behauptete, Israel verfüge zwar über den umfangreichsten und am besten finanzierten Nachrichtendienst in der Region sowie über ein Netz von Informanten und Agenten innerhalb militanter Gruppen, habe aber die Eskalation nicht vorhergesehen. Die Hamas müsse ein außerordentliches Maß operativer Sicherheit gehabt haben. US-Beamte äußerten sich schockiert darüber, dass der israelische Geheimdienst nichts von den Vorbereitungen der Hamas wusste. Amir Avivi, ehemaliger stellvertretender Befehlshaber der Gaza-Division des israelischen Militärs erklärte, dass die Anschläge das Vertrauen in die Geheimdienste des Landes erschüttert hätten und dies ein Versagen sei, das nicht kleiner sei als beim Jom-Kippur-Krieg.
Maria Sterkl schrieb in der Frankfurter Rundschau, dass die Terrororganisation Hamas die Region in einen Krieg gestürzt habe, „der länger andauern, viele Menschenleben kosten und Traumata hinterlassen“ werde, „die noch mehrere Generationen überschatten“ würden. Die israelischen Streitkräfte, die versuchten, „militärische Infrastruktur, nicht aber zivile Ziele anzugreifen“, was in einem dicht besiedelten Land aber nicht immer gelinge, könnten damit konfrontiert werden, dass die Hamas israelische Geiseln als menschliche Schutzschilde benutzen werde, wie sie es auch mit ihren eigenen Leuten mache. Wirklich gewinnen könne den Krieg niemand, weder die Israelis noch die Hamas oder ihre Unterstützer, „die mit himmelschreiendem Zynismus das Morden und Foltern auch noch als Freiheitskampf verkaufen“ wollten, noch „jene Menschen in Gaza, die zwar nicht mit der Hamas leben wollen, aber gar keine andere Wahl haben, weil sie das Gebiet weder verlassen noch ihre Führung abwählen können“.
Auch Rudi Wais (Augsburger Allgemeine) wies darauf hin, dass 900 Tote bei neun Millionen Einwohnern wie in Israel einem Anschlag in der Bundesrepublik mit 8000 Toten entsprächen oder in den Vereinigten Staaten mit mehr als 30.000 Toten. Die Hamas, die Hisbollah, der Islamische Dschihad „und ihre Hintermänner im Iran“ verstünden „nur eine Sprache: Härte und Konsequenz“. Die Wehrhaftigkeit der einzigen Demokratie im Nahen Osten werde immer wieder neu herausgefordert „und vor allem in Europa häufig von einer grotesk verklärten Revolutionsromantik flankiert, die den Palästinensern fast alles durchgehen lässt“, sogar Kundgebungen, bei denen die Massaker gefeiert würden. Er stellte auch die Frage, ob die internationale Gemeinschaft noch ein Hilfswerk der Vereinten Nationen unterstützen wolle, das „Schulen finanziert, in denen die Vernichtung Israels propagiert“ werde. Einen hohen Preis für den Hamas-Terror zahlten auch die Muslime und Palästinenser, die in Frieden leben wollten und die es auch gebe.
Der Jurist Ronen Steinke vertrat in der Süddeutschen Zeitung die Ansicht, dass ein Rechtsstaat öffentliche Feiern, die in einigen Ländern von Hamas-Anhängern anlässlich der Mord- und Gräueltaten veranstaltet wurden, nicht dulden dürfe.
Die Holocaustforscherin und Sonderbeauftragte für Antisemitismus in den Vereinigten Staaten, Deborah Lipstadt, bezeichnete den Hamas-Terror als „den tödlichsten Angriff auf Juden seit dem Holocaust“. Laut der Times of Israel wurden an keinem Tag seit der Staatsgründung Israels so viele Israelis getötet wie am Tag des Angriffs am 7. Oktober 2023. Eylon Levy, ehemaliger Sprecher des israelischen Präsidenten Jitzchak Herzog, äußerte sich ähnlich: „Es ist keine Übertreibung, zu sagen, dass gestern der schwärzeste Tag in der jüdischen Geschichte seit dem Ende des Holocausts war.“
Jan-Christoph Kitzler (tagesschau.de) sah als Grund für die offensichtliche Verwundbarkeit Israels die „falschen Prioritäten“, die von der Regierung Netanjahu gesetzt worden seien, nämlich die „Schwächung des Rechtsstaates und der massive Ausbau der Siedlungen im besetzten Westjordanland“. Die Sicherheit des Landes sei vernachlässigt worden, was die Hamas ausgenutzt habe.
Die Soziologin Eva Illouz sah ein Versagen des Staates in der Neuen Zürcher Zeitung vom 14. Oktober 2023 auf drei Ebenen: Das politische System sei durchaus über die bevorstehende Gefahrenlage von ägyptischer Seite gewarnt worden. Infolge der unmittelbar vorausgegangenen Justizreform sei es aber geschwächt gewesen, was absehbar gewesen sei. Die Armee und ihre politische Führung habe sich auf den Iran als Gegner eingestellt und die tatsächliche Gefahr von Hamas unterschätzt. So seien auch am Feiertagswochenende zu viele Soldaten in Urlaub geschickt worden, sie hätten wegen der Feiertagsruhe am Schabbat nicht schnell genug vor Ort sein können, und ihre Ausrüstung sei veraltet gewesen. In der Folge habe die Zivilgesellschaft die Funktion des insoweit „dysfunktionalen“ Staates übernommen. Illouz geht daher davon aus, dass sich die „politische Kultur Israels wahrscheinlich auf unumkehrbare Weise verändern“ werde.
Gabor Steingart schrieb im Focus, dieser durch den Hamas-Terror provozierte Krieg sei im Grunde „der größte Selbstmordanschlag der neueren Geschichte“; kollektiv stürze „die Terrororganisation Hamas sich und ihre Nächsten in den Tod“. Einen „Krieg ohne Kriegsziel“ könne „nur der Nihilismus hervorbringen“.

„Die Taten vom 7. Oktober sind ein Zivilisationsbruch. Sie reißen eine Lücke in die Kontinuität des Prozesses der Verfeinerung und Zähmung, von dem wir glaubten, dass er uns – vor allem die Männer – der Ausübung entgrenzter, autotelischer Gewalt sukzessive entwöhnt habe. Als unverhohlene Kampfansage nicht allein gegen Israel oder die Israelis, sondern gegen jeden Humanismus und jede Humanität, ganz gleich wie sie politisch argumentiere: So wird man diesen 7. Oktober verstehen müssen.“

Der israelische Historiker Tom Segev bezeichnete den Angriff als „schlimmsten Tag des Landes seit 1948.“ Der Krieg könnte eine zweite Nakba zur Folge haben.
Der israelische Soziologe Natan Sznaider schrieb, dass der 7. Oktober 2023 nicht ein Teil des seit einigen Jahrzehnten „manchmal auch kriegerischen Hin und Her zwischen Israelis und Palästinensern“ sei, sondern „die Wiederkehr dessen“, wogegen der Staat Israel einst gegründet worden sei.
Laut dem Historiker Volker Weiß hatte der Terrorangriff der Hamas „wesentlich nur ein Ziel: die Empörung über die Gegenschläge Israels anzuheizen“. Dieses Ziel sei „sofort erreicht“ worden.
Erica Zingher wies in der TAZ darauf hin, dass der terroristische Überfall der Hamas nicht nur antisemitisch, sondern auch frauenfeindlich war. Bei dieser Aktion und den Folterungen sollten Frauen „explizit geschändet und entmenschlicht werden“. Dafür seien sie „vergewaltigt, missbraucht, verbrannt, enthauptet, ermordet [worden] – zum Teil vor ihren Kindern“. Internationale Frauenrechtsorganisationen wie die UN Women, so Zingher, scheine das jedoch kaum zu interessieren. Wer es jedoch nicht schaffe, „diesen geschlechtsspezifischen Terror zu skandalisieren“, mache sich unglaubwürdig. Zwar hat UN Women schließlich Anfang Dezember in einer Stellungnahme auf Twitter die „brutalen Angriffe der Hamas“ verurteilt und die sofortige Freilassung der Geiseln gefordert; die Stellungnahme wurde jedoch wieder gelöscht. In einer neuen Stellungnahme fehlt die Verurteilung der Hamas.
Die Soziologin Shalva Weil bewertete in der Jerusalem Post insbesondere das Massaker auf dem Supernova Sukkot Gathering, bei dem mehr als die Hälfte der Opfer Frauen waren, als einen Femizid. In dem Essay warf sie der israelischen Regierung vor, dass keines ihrer Mitglieder das Leid der Frauen beim Terrorangriff herausgestellt habe. So habe die als eine von wenigen Frauen dem Kabinett angehörende May Golan zur Zerstörung der Infrastruktur Gazas aufgerufen, aber die Gewalt gegen Frauen nicht angesprochen.
Die Hamas habe am 7. Oktober Juden ermordet, weil sie Juden sind, betonte der amerikanische Historiker Jeffrey Herf. Der Massenmord vom 7. Oktober sei „das jüngste Kapitel im langen Krieg der Islamisten gegen Juden, Israel und die Werte der westlichen Demokratien und ihre Institutionen.“ Es sei „wichtig, dass Intellektuelle, Journalisten, Politiker, Experten und staatliche Repräsentanten deutlich auf den Zusammenhang zwischen der antisemitischen Ideologie der Hamas und ihrer barbarischen Praxis“ hinwiesen.
In vielen Medien macht sich laut Sebastian Leber „ein Nebel aus Desinformation, Desinteresse und schlichter Leugnung breit.“ Anti-israelische Aktivisten und Projekte wie „Landpalestine“ verbreiten Unwahrheiten (Fake-News), indem sie z. B. behaupten, die 364 ermordeten Besucher des Nova-Festivals seien allesamt von israelischen Kampfhubschraubern getötet worden – und die israelische Regierung habe dies inzwischen offiziell eingeräumt. Auf Videos vom Terroranschlag sind Menschen mit purer Begeisterung im Gesicht zu sehen, die auf an Boden liegende, unbewaffnete, bereits verletzte Zivilisten losgehen. Diese Menschen werden von einigen in den sozialen Netzwerken als „Freiheitskämpfer“ oder „progressive Kräfte“ bezeichnet. Auch leugnen laut Leber viele in den sozialen Medien die umfangreich dokumentierten Vergewaltigungen. Die freigelassenen Geiseln werden im Netz verhöhnt.
Auch Experten waren überrascht, dass die Leugnung der Massaker „in so kurzer Zeit so weite Kreise“ ziehe. Die Historikerin Deborah Lipstadt, Antisemitismusbeauftragte des US-Außenministeriums, sagte, wenn Geschichte so schnell umgeschrieben werden könne, sei nichts sicher.
Simon Jacob (Jüdische Allgemeine) sah im Juni 2025 den 7. Oktober 2023 als Ausgangspunkt „einer regionalen Eskalation mit weitreichenden Folgen“, inklusive der erheblichen Schwächung der Terrororganisationen Hamas und Hisbollah, der „faktische[n] Unterbrechung der schiitischen Versorgungsachse Iran-Irak-Syrien-Libanon“, des Sturzes des syrischen Assad-Regimes Ende 2024 sowie der israelischen Präventivschläge gegen das iranische Atomprogramm. Aus der „aktuellen Dynamik“ ergäben sich auch für Europa „strategische Chancen“ in den Bereichen Sicherheit und Energie. Wenn „aus der Tragödie des 7. Oktober 2023 eine Lehre zu ziehen“ sei, dann die, dass Israel „nicht nur Ziel des Angriffs“ gewesen, sondern „zum Auslöser eines fundamentalen Umbruchs“ geworden sei, „der – trotz aller Härten – die Perspektive auf eine neue Ordnung im Nahen Osten“ eröffne.